# 終末なにしてますか? 忙しいですか? 救ってもらっていいですか?
『終末なにしてますか？ 忙しいですか？ 救ってもらっていいですか？』（しゅうまつなにしてますか いそがしいですか すくってもらっていいですか）は、枯野瑛による日本のライトノベルおよびそれを原作としたメディアミックス作品。イラストはueが担当。略称は「すかすか」、「終末な（略）」。第1部『終末なにしてますか？ 忙しいですか？ 救ってもらっていいですか？』は「ヴィレムの物語」となっており、角川スニーカー文庫（KADOKAWA）より2014年11月から2016年4月まで刊行され、その後外伝 (EX) が2017年2月に刊行された。2016年4月から2021年7月にかけては、5年後の世界を描いた第2部『終末なにしてますか？ もう一度だけ、会えますか？』（しゅうまつなにしてますか もういちどだけあえますか）が刊行された。一度打ち切りが決定していたものの、ファンの支持と電子書籍の売上増加により、続巻が刊行された経緯がある。
2016年7月より『月刊コミックアライブ』（KADOKAWA・メディアファクトリーブランド）においてせうかなめ作画による漫画版が連載された。2017年4月から6月にかけてテレビアニメがTOKYO MX、AT-Xほかにて放送された。

## ストーリー

### 第1部
1巻
作中時点より500年以上も昔、地上では人間族（エムネトワイト）と、彼らから「怪物（モンストラス）」と呼ばれたその他の種族たちとが、領土を巡って争っていた。人間族は、絶大な力を有する聖剣（カリヨン）を使いこなす勇者（ブレイブ）たちの圧倒的な戦力によって、他のすべてを敵に回してなお、地上の支配者として振る舞っていた。ついに、創造主である星神（ヴィジトルス）・エルク・ハルクステンが人間族に宣戦を告げる。これを受け、正規勇者・リーリァ・アスプレイ以下七名の勇者たちが集結、星神との決戦に臨んだ。その一人、準勇者（クァシ・ブレイブ)・ ヴィレム・クメシュは星神の守護につく三柱の地神（ポトー）の一人、黒燭公（イーボンキャンドル）を激闘の末に降すも、呪いによって石と化してしまう。
こうして彼は、大切な「家族」と交わした、必ず帰るという約束を果せなかった。
そして、石化した彼は知りえなかったことだが、それから一年と経たぬうち、突如出現した謎の存在「〈十七種の獣〉」により、人間族は、そして地上はあっけなく滅ぼされてしまったのである―
長い時が経ち、ヴィレムが目覚めた場所は、地上を蹂躙する〈獣〉から逃れた様々な種族が暮らす、上空に浮かんだ陸地、浮遊大陸群（レグル・エレ）であった。
人間族が滅んでからすでに526年。守るべきもの、帰るべき場所をすべて失った絶望から世捨て人のように生きていたヴィレムは、石化していた彼を発見した地上探索隊の一人、グリックの勧めで護翼軍の兵器管理の仕事をはじめることになり、68番浮遊島にある軍の施設「妖精倉庫」にてクトリ・ノタ・セニオリスたち妖精兵と出会う。彼女ら妖精（黄金妖精/レプラカーン）が「兵士」として扱われず、遺跡兵装（ダグ・ウエポン）と呼ばれるようになっていた人間族の遺産・聖剣を使いこなすための「兵器」として使い捨てられていることを知ったヴィレムは、かつて勇者として戦い培ってきた技術を用いて「彼女たちが救われるために今の自分にできること」を模索していく。そして、クトリはそんなヴィレムに惹かれていく。
2巻
本来、15番浮遊島での〈深く潜む六番目の獣〉（テイメレ）との戦闘で自爆して死ぬことを定められていたクトリだったが、ヴィレムによる戦闘の手ほどきや、自身の奮闘が奏功し、生還を果たす。しかし、魔力（ヴェネノム）を熾しすぎた代償に、黄金妖精特有の「前世の侵食による人格崩壊」が始まってしまう。昏睡した彼女は、精神世界において、すべての黄金妖精たちの魂のおおもとであるエルクと邂逅していた。帰らなければならない場所があると、エルクに別れを告げたクトリは、奇跡的に意識を取り戻す。だがそれで侵食が止まったわけではなく、彼女の記憶は次第に虫喰いのように欠けていく。
3巻
そのころ、妖精兵ノフト・ケー・デスペラティオとラーントルク・イツリ・ヒストリアの二人は護翼軍の地上調査の護衛任務に就いていた。そこにはアドバイザーとしてグリックも同行。だが調査艇は〈捩じれ呑み込む四番目の獣〉（レジテイミターテ）の襲撃によって地上に足止めされてしまう。救出計画への参加命令を受けたヴィレムは、今回の発掘品のリストの中に、「心身のコンディションを最良のものに保つ」という特筆能力をもつ聖剣・ラピデムシビルスを見つける。この剣であればクトリを救えるかもしれないと考え、妖精兵ネフレン・ルク・インサニア、クトリらと地上に向かう。
地上に降り立ったヴィレムは、グリックに招かれ、クトリと共に地下の遺跡へ。たどり着いた先、氷の中に閉じ込められ眠るように『死』んでいたのは、500年前リーリァの前に斃れ、聖剣・セニオリスの特筆能力である『死』の呪詛を刻まれたエルクだった。彼女を目にしたことで侵食が急速に進み、昏睡してしまうクトリ。そのころ、地下の巣で眠っていた無数の〈六番目の獣〉が目覚め、飛空艇を襲う。多くの犠牲を出しつつ、緊急浮上する飛空艇から、取り付いていた〈獣〉をすべて払い落とすことに成功するが、激しい戦いの中、熾した魔力が限界を越えもはや自爆を免れないと悟ったネフレンは、せめて飛空挺を巻き込ぬようにと宙にその身を投げる。ヴィレムもまた彼女を守るべく艇を飛び出していく。落ちゆく二人の先、地上では無数の〈獣〉が待ち構えていた。
そのころクトリは、意識の世界で再びエルクと邂逅していた。もはやクトリの人格はぎりぎりの状態であり、もし戻れば今度こそ「クトリ」が消えてなくなってしまうという。しかし、既にその名前さえ思い出せない「大切な人」を救いたいという思いから、クトリは戻って戦うことを選択する。記憶が、心を形作るものが、自分自身が削れ落ちていくのを感じながら、圧倒的な力を奮ってヴィレムとネフレンに襲いかかろうとする無数の〈獣〉を斬り伏せたクトリは、最期に彼に感謝の気持ちを伝える。
4巻
目を覚ましたヴィレムとネフレンがいたのは、石化していたヴィレムの知らない、人間が〈獣〉に滅ぼされる直前の日々を再現した幻想世界の中だった。二人は幻想を作り出して自分たちの精神を囚えた何者かの思惑と、そこから脱出する方法とを探ることになる。とうに失われてしまった、二度と取り戻せなかったはずの平和で安らかな日々、大切な家族との時間。そしてその裏側で少しずつ日常を侵していく不気味な事態。ついに幻想世界において「最初に〈獣〉が発生した日」が訪れたとき、二人は幻想を作り上げた〈月に嘆く最初の獣〉（シャントル）の正体と、世界滅亡の真実とを知る。長い時を経て家族であるアルマリアと再会したヴィレムは、約束を果たせなかったことを詫びながら、幻想世界を終わらせる。そして、行き場を失った〈最初の獣〉の因子は、ヴィレムとネフレンの中に流れ込んだ。
5巻
破壊された幻想世界から脱出したのはヴィレムたちだけではなかった。エルクと地神・紅湖伯（カーマインレイク）の精神も〈最初の獣〉誕生以来ずっと閉じ込められていたが、脱出の際に相方を見失ってしまう。同じくヴィレムとはぐれたネフレンは紅湖伯とともに、お互いの相方を探して行動を共にする。
〈最初の獣〉の半分が体の中に入ったことで異質の存在となったネフレンは、地上でグリックに発見され、浮遊大陸群に帰還した。自身が浮遊島群の脅威となってしまう可能性を踏まえ、妖精倉庫へは戻らずに〈獣〉をよく知る大賢者と黒燭公のもとに身を寄せることに決め、彼らの協力のもと、ヴィレムを捜索する。一方、意識の大半を〈獣〉に支配された状態で地上を彷徨っていたヴィレムは、陰謀を企むエルピス集商国軍によって他の〈獣〉と共に回収され、11番浮遊島に運び込まれた。その際、艇の事故で浮遊島に放たれたヴィレムは、エルクを連れて現れたかつての師、星神・ニルスに記憶を封印してもらったことで、自発的に思い出そうとしない限りは、安定した人格を保てるようになる。エルクもまた彼によって『死』の呪詛を緩められ、ある程度の活動ができるようになっていた。ヴィレムとエルクは身を寄せた宿で働きながら共に新しい生活を始める。
クトリの最期の戦闘は、空を飛べない〈獣〉たちの中で、唯一浮遊島を脅かす存在であった〈六番目の獣〉による危機を、以後数年に亘って遠ざけるほど大きな戦果を遂げた。しかしこれによって人心に余裕が生まれ、これまで護翼軍が機密として独占してきた「対〈獣〉用兵器」の私有化を求める声があちこちで高まるという形で、妖精兵たちに思いがけない危機が迫っていた。そしてそんなさなか、11番浮遊島・コリナディルーチェ市に、かねてより護翼軍と対立していたエルピス集商国が〈穿ち貫く二番目の獣〉（アウローラ）を解き放った。この蛮行は、集商国の開発した新兵器が〈獣〉を倒してみせることで、現在護翼軍が独占する〈獣〉と戦う立場を集商国にも認めさせること、ひいてはその名目のため、軍事力の増強を対外的に正当化することを企図した自作自演であった。しかしこの動きを危惧し警戒していた護翼軍一位武官・ライムスキンの計らいによって、コリナディルーチェ市には四人の妖精兵たちが滞在していた。偶然その場に居合わせ、新兵器が幼い黄金妖精の命で稼働していることに気づいたヴィレムは、自ら記憶の枷を壊し、〈獣〉としての力で新兵器を圧倒する。私利私欲のために妖精たちの命が使い捨てられる未来を危ぶんだヴィレムが考えたのは、「新兵器では敵わない〈獣〉」である自分が、妖精兵たちの手で討伐されることで、彼女たちこそが〈獣〉の脅威に対抗できる唯一の手段なのだと、改めて世間に認識させることだった。そうして戦闘の末、新たに遺跡兵装の適合者となったラキシュのセニオリスに背後から貫かれたヴィレムは、彼女たちの成長を嬉しく思いながら『死』の眠りについた。
しばらく時間が流れて、妖精倉庫はいつもと同じように賑やかな様相を呈していた。ある日、そんな妖精倉庫を訪れた青年の頭上から、突然蒼い髪をした女の子が降ってくる。なぜかどこかで会ったような気がする二人、そこへ桜色の髪をした女性がその少女を見つけて近づいてくる。青年の顔を見て口元を押さえた女性が、青年のただいまに「お帰りなさい」と返したところで物語は幕を閉じる。

## 登場人物

### 第1部より登場
年齢は第1部時点。第2部にも登場する人物の第2部時点の年齢は記載されている年齢+5歳。

#### 妖精倉庫
クトリ・ノタ・セニオリス (Chtholly Nota Seniorious)
声 - 田所あずさ
本作の主人公の1人。青空の髪、凪の海のような眼を持つ黄金妖精（レプラカーン）。妖精倉庫の中ではもっとも年長の15歳。レベル52。最強の聖剣の一振り、セニオリスの適合者。発生は94番浮遊島。
28番島にてヴィレムと知り合い、半ば一目惚れのような形で抱いた淡い想いをきっかけに、次第にその想いが強まり好意を隠さないようになる。その時に買ってもらった帽子がお気に入り。殉職した先輩妖精から受け継いだブローチを大切にしている。
15番島に現れた〈六番目の獣〉との戦いで妖精郷の門を開いて戦死を遂げるとされていたが、ヴィレムに覚悟を覆され｢生きたい｣と思うようになる。その後一度前世の侵食と魔力の使いすぎで人格破壊を起こしてしまうが、約束を守るというクトリの決意を尊重したエルクの介入によって復活、その際黄金妖精とは違う何かに変質した。またこの時から次第に髪色が赤く変色していく。その後以前と同じように日々を過ごすも、妖精兵ではなくなり戦わなくて良くなったならヴィレムの隣にいたい、という未来願望を抱くようになる。
髪の変色と共に記憶、ひいては人格を喪失しており、使い慣れたはずの調味料の配置が分からなくなったり、比較的早い段階でヴィレムとの出会いの記憶も曖昧になるほど。
地上捜索隊の救出班に同行するが、地下の氷の棺の中で眠るエルクの遺体を目にして侵食が急速に進み、再び昏睡してしまう。記憶をほとんど失い、完全消滅を懸念したエルクと共に地上の戦況を見届けていたが、傷付きながら戦うヴィレムを見て｢ヴィレムの戦いは自分が全て受け継ぐ｣という約束を思い出し前世の侵食を顧みず地上に戻る。その際再びクトリの想いを尊重したエルクに背中を押され、地上で襲い来る〈六番目の獣〉を相手に致死的な傷を受けながらも奮戦し、それは以降大陸群で長らく〈六番目の獣〉の襲撃が観測されないほど凄まじいものだった。複数の獣の攻撃を同時に受け魔力の爆発を起こし、最後にヴィレムに感謝の言葉を残して死亡した。なお、この時にはクトリの体は黄金妖精ではなくなっていたため、遺体が消えずに残っている。
原作から「普通の女の子」がクトリのコンセプト。何かにつけてタイミングが悪く、要領も良くなく、そして筋金入りの見栄っ張り。原作者の枯野は「そんな真面目な女の子がヴィレムのような男に会ったらどうなるのか」と考えながら書いていると言う。そして和田はクトリについて「何事にでも一生懸命な委員長タイプで、ともすればお固すぎる一面もある」と評し、「恋愛には憧れるけど経験はゼロの女の子が、初めて恋をする感じに書ければいいと思っていた」と語っている。

ヴィレム・クメシュ (Willem Kmetsch)
声 - 新井良平
本作の主人公の1人。この世界で生き残った唯一の人間族（エムネトワイト）で、世界を救うことができなかった準勇者の青年。レベル81。18歳（肉体年齢であり実年齢は543歳）。28番島でクトリと出会う。グリックの紹介で護翼軍の建前上の役職である二位呪器技官の職位を与えられ、妖精倉庫の管理者に任名される。人類が滅亡する以前は、身寄りのない子供たちを集めた養育院の父親がわりとして放浪者の師匠に変わり孤児たちの面倒を見ていた。
かつて正規勇者を目指していたが、正規勇者としての資格を彼自身が持ち合わせていなかったため叶わなかった。しかし、最後までその夢を諦めずにあらゆる武芸・技術を修めていった結果、かつて地上に存在したほとんどすべての武器武芸に精通し、仲間たちからして非常識、規格外と評されるほどの強さを得て、無才の天才と呼ばれるまでに至った。その結果としてＬＶが爆発的に底上げされた。ずっと人類戦場の最前線にいて師には困らなかったとはいえ、わりとわけのわからないランクの芸達者。しかし、現在は禁呪の呪詛に身体を蝕まれており、戦うと死んでしまう体になっている。そのため、生きてやらなければならない事がある限り決して戦闘をするという選択はしない。
浮遊大陸群のなかで唯一、遺跡兵装の本来の扱い方を知っており、調整も行うことができる。二位呪器技官はそれが仕事だったがヴィレム以外にそんなことが出来る者はいなかったので左遷職だったが、ヴィレムが覆してしまった。
第一部三巻にてネフレンを守るため地上に落ち、四巻にてネフレンと共に〈最初の獣〉に変質した。さらに五巻では大陸群を落とすために獣を回収していたエピルス国に捕らえられたが脱出、その際ニルスに獣にならないよう頭に細工をかけられ、記憶を失った普通の徴無し親子としてエルクと二人で平穏な日々を送っていた。しかし、エピルスによって街に獣が落とされた際に記憶を取り戻し、エルクに別れを告げて妖精兵と対峙、戦闘。結果、調整を受けたばかりのラキシュにセニオリスを刺され、ラキシュにセニオリスの能力の使い方を伝授しながら死亡した。亡骸は二番島に安置される。
第二部では、亡骸が二番島からアイセアの所持物として三十八番島に運びだされていて、倉庫に忍び込んだフェオドールに眼の力を使われて、心の〈獣〉の部分がフェオドールに移行し、かわりにフェオドールの心の一部がヴィレムの心に流れ込んだ。第二部七巻でヴィレムの姿で、中身が地上にいたときの記憶しかないヴィレムとヴィレムに瞳の力を使う前のフェオドールが入った状態で復活するが、八巻できちんと自分を思い出し、休まず世界を描き続け精神を疲弊しきっていたネフレンを励まし、後にネフレンを救って、妖精倉庫に帰る途中木から落ちるリィエルを助ける、という第一部の最後の場面に遭遇することとなる。
性格としては、子煩悩の父親と言われる。その程度は、クトリの特別な好意に気付いていながらそのうちもっと好きな人ができるだろうと考えてわざと鈍感でいるフリをしている癖に、そのいつか現れるであろうクトリの相手のことを想像するだけで無意識のうちに殺意が滲み出るほど。アルマリアのことを好きだと言ったセオドアにも無意識のうちに技を掛けていた。また黄金妖精を使い捨ての兵器としか見ていない発言を聞くと窓を震わせる程の殺気を放つ。子供のためならなんでもする。また、根本的に特別な才能がないためか、方法がないこと、子供達が絡む事は力技で解決しようとする(直接的な攻撃がほぼ通じず念動力の能力が開花しないと死ぬだろう状況を、ほぼ通じないだけで少しは攻撃が通じる、といって一週間かけて素手でドラゴンを倒したこともある)。ただし、鎌をかけて相手の本音を引き出し、交渉を持ちかけるなど知性的な面も見られ、かなり万能な勇者だったのだと思われる。
テレビアニメでは20歳後半のイメージで描かれており、声を演じた新井にも「28歳で演じてください」と監督の和田から指示があった。18歳の青年として描くことによって15歳のクトリと年があまり離れず、恋が成就してしまう可能性があったからである。そしてそんなヴィレムを和田は「過去に縛られ本当に情けなく、カッコ悪い男。しかし、同時に愛すべきキャラでもあった」と語っている。

アイセア・マイゼ・ヴァルガリス（Ithea Myse Valgulious）
声 - Machico
妖精兵の少女。稲穂色の髪、朽ち木色の眼を持つ黄金妖精。14歳。レベル53。聖剣ヴァルガリスの適合者。
何かと訳知り顔をする情報通。常に本気のわかりにくい笑顔を浮かべて感情をごまかしているが、クトリの危機などには素の表情を見せる。
のちに、既に前世の侵食が完了してしまっていることが明らかになる。現在のアイセアの人格は、前世となる30年前の妖精兵ナサニア・ウィル・パーチェムの人格で、本来の彼女の人格は上書きされ、完全に消滅してしまっていた。しかし、侵食完了以前の「アイセア」がこまめに記していた日記から彼女の人物像を読み取り、自らそれを演じることによって、周囲には前世の侵食が完了している事実を隠し、上手く折り合いをつけて生きてきた。しかし、本来の「アイセア」が生きるはずだった人生を奪ってしまったこと、自分が周囲を欺いているということに対してひとり苦悩を抱えてきた。
第2部では、護翼軍の第二位武官として登場し、ティアット達のいる38番浮遊島を訪れる。すでに魔力を熾すことができない体になっており、自力で歩くこともできないため車椅子に乗っている。

ネフレン・ルク・インサニア（Nephren Ruq Insania）
声 - 上原あかり
妖精兵の少女。褪せた灰色の髪、木炭色の眼を持つ黄金妖精。13歳。レベル３１。聖剣インサニアの適合者。発生は14番浮遊島。
判で押したような無表情で、滅多に感情を表に出さず口数も少ないが周囲に無関心という訳ではなく、気遣いができる性格。自身のことはあまり口にしないが、他者の心や痛みに敏感で、とくにヴィレムに対しては「放っておくと壊れそうだから」という理由で何かと彼の傍に居ようとする。
ティアットを除く成体妖精兵5人の中では最年少であり最弱でもある。筋力と持久力も少ない。そんなネフレンの最大の武器は飛行能力である。そのため、機動力を生かせない屋内戦はネフレンにとって桁違いに負担の大きい戦いとなっている。
和田はネフレンのキャラクター性を忠犬や、長年連れ添った「老犬」ぽさも意識して造形した。また枯野はネフレンとヴィレムの関係性について「犬と飼い主の関係に近い」と語り、そばにいることで支え合っている間柄と評している。
ラーントルク・イツリ・ヒストリア（Rhantolk Ytri Historia）
声 - 荒浪和沙
明るい藍色の髪、深い藍色の眼を持つ黄金妖精。14歳。聖剣ヒストリアの適合者。
ノフトとは同時期に同じ場所で発生した、姉妹のような関係。ヴィレムが妖精倉庫を訪れる1ヶ月前に、ノフトとともに地上の飛空艇の護衛にあたっていた。最初は人間族であるヴィレムには警戒心を見せていたが、次第にヴィレムの技量と性格を認めるようになる。
考えごとに熱中し、まわりが見えなくなることがよくあり、ノフトやナイグラートに度々指摘されている。人間族の文字をすこしだけ読むことができる。11番島にて、大賢者スウォンから世界の真相を聞かされる。

ノフト・ケー・デスペラティオ （Nopht Keh Desperatio）→ ノフト・カロ・オラシオン
声 - 水瀬いのり
淡い朱色の髪、濃い朱色の眼を持つ黄金妖精。14歳。聖剣デスペラティオの適合者。
ヴィレムが妖精倉庫を訪れる1ヶ月前に、地上の飛空艇の護衛にあたっていた。クトリとは普段からあまり反りが合わなかったようだが、クトリが妖精郷の門を開き、死んだと思い込んでいた時には、彼女を思いやる様子を見せていた。
聖剣デスペラティオが消滅したのちに、聖剣オラシオンの適合者となる。
第2部では、護翼軍三位技官となったグリックの護衛を務めており、気のおけない関係を築いている様子。

ナイグラート（・アスタルトス） (Nygglatho)
声 - 井上喜久子
淡い赤色の髪、若草色の眼を持つ喰人鬼（トロール）の女。レベル29。オルランドリ総合商会で働いており、妖精倉庫の管理人を務める。
やや少女趣味なところがあり、普段は可愛らしいフリル付きのエプロンを身にまとっている。子供たちの服はすべて彼女の手製。非常に多芸で、家事全般や妖精の検査など様々なことを一人でこなすことができる。
妖精たちを大切に思っており、妖精兵が帰ってこなくなるたびに、哀しみを紛らわせるために山へ暴れに行く癖がある。

ティアット・シバ・イグナレオ（Tiat）
声 - 水間友美
若草色の髪、深緑の眼を持つ黄金妖精。10歳。
はじめて目にする大人の男性に、ほとんどの子供達は警戒して近寄ろうとはしなかったなか、彼に興味を抱き、最初から好意的に接した一人。物語に出てくるような大人の恋愛に憧れを抱いている節があり、尊敬しているクトリの行動を真似て、年少組の妖精たちの面倒を見ている。
第2部では、14歳に成長している。〈十一番目の獣〉から38番島を守るため第五師団に配属され、そこで堕鬼種の青年フェオドールと出会う。〈十一番目の獣〉との戦闘において妖精郷の門を開くことが決められていた。

ラキシュ・ニクス・セニオリス（Lakhesh）
声 - 石見舞菜香
橙色の髪と眼を持つ黄金妖精。10歳。のちに聖剣セニオリスの適合者となる。
はじめて目にする大人の男性に、ほとんどの子供達は警戒して近寄ろうとはしなかったなか、彼に興味を抱き、最初から好意的に接した一人。
やんちゃなコロンたち3人の尻拭いをすることが多い。
第2部では、〈十一番目の獣〉から38番島を守るため第五師団に配属される。
ティアット、コロン、パニバルの三人がかりで挑んでも負けないほどの実力を持つが、前世の侵食に悩まされており、ついに3巻にて人格が変化してしまう。

パニバル・ノク・カテナ（Pannibal）
声 - 久保ユリカ
紫色の髪と眼を持つ黄金妖精。10歳。
初めて68番島を訪れたヴィレムに興味本位で不意打ちを加えようとするも失敗、そのままでは沼地に落ちそうだったところをヴィレムに庇われ助けられる。
はじめて目にする大人の男性にほとんどの子供達は警戒して近寄ろうとはしなかったなか、彼に興味を抱き、最初から好意的に接した一人。
第2部では、〈十一番目の獣〉から38番島を守るため第五師団に配属される。〈十一番目の獣〉との戦闘において妖精郷の門を開くことが決められていた。

コロン・リン・プルガトリオ（Collon）
声 - 木野日菜
桜色の髪と眼を持つ黄金妖精。10歳。
やんちゃな性格で、はじめて目にする大人の男性に、ほとんどの子供達は警戒して近寄ろうとはしなかったなか、彼に興味を抱き、最初から好意的に接した一人。
第2部では、〈十一番目の獣〉から38番島を守るため第五師団に配属される。〈十一番目の獣〉との戦闘において妖精郷の門を開くことが決められていた。

アルミタ（Almita）
声 - 小日向茜
黄金妖精（レプラカーン）。7歳。
まだ幼いため、やや無鉄砲気味なところがある。
第2部では、黄金妖精特有の夢を見たがいまだ調整を受けられておらず、臨時の措置として薬の服用を余儀なくされている。

#### 護翼軍
石灰岩ノ肌（ライムスキン、Limeskin）
声 - 小杉十郎太
紺色の目を持つ爬虫種（レプトレイス）の大男。護翼軍第二師団に所属する軍人で一位武官。レベルは３３。
ヴィレムの直属の上司にあたる。戦士という言葉にこだわりを持ち、小難しい言い回しを好む。クトリたちが妖精郷の門を開かざるをえない可能性があることを理解しているため公式な場ではヴィレムたちにも素っ気ない態度で通している。ヴィレムがクトリたちの正体を知ることで悩みを抱えることを懸念し、当初は彼女たちに関するヴィレムからの問いには故意に回答しない方針をとっていた。
クトリたちに対しても決して使い捨ての道具とは考えておらず、ヴィレムとの出会いで迷いを抱いたクトリの相談に対して真剣に応じるなど私的な場面では非常に親身になって接してくれている。
当初はヴィレムのことを取るに足らない者と軽視していたが、ヴィレムがクトリの覚悟を覆してみせたことで次第に彼を認め、期待を抱くようになる。その後もクトリたちが本意でないのであれば、妖精郷の門を開かないことを前提に軍が責任をもって戦い抜くことを約束した。

スウォン・カンデル（Souwong Kandel）
声 - 麦人、田村睦心（少年期）
希代の才能を秘めた呪蹟師（ソーマタージスト）。500年前のヴィレムの仲間の一人であり実年齢は539歳（外見は83歳）。
人々からは〈大賢者〉と呼ばれており、護翼軍の相談役を担っている。昔から白いマントにこだわりを持っている。一人称は「儂」だが再会したヴィレムの前では少年時代のように「僕」と名乗る。
地神（ポトー）の一柱、翠釘候（ジェイドネイル）との戦いにおいて瀕死の重傷を負ったが、自身に呪詛を施すことによって不死者となり現在まで生き永らえきた。〈獣〉によって侵略された際、地神の一柱、黒燭公（イーボンキャンドル）と共に浮遊大陸群（レグル・エレ）を作り、生き残った種族を空へと導いた。〈獣〉の正体を知っているようだがヴィレムには語ろうとはしなかった。
黄金妖精を発生させている張本人であり、彼女たちをただの兵器としてしか扱っていないが、なんらかの負い目は感じているようで、彼女たちとの接触は避けてきた。
見た目が老爺なのは執筆者の枯野が「じじいが書きたかった。どうしても書きたかった。」というのが理由。

バロニ・マキシ
声 - 鈴木千尋
兎徴種（ハレサントロポス）。護翼軍の憲兵一位武官。
遺跡兵装の調整ができるヴィレムの存在を知り、11番島にて彼の前に現れ、知恵を借りるべく大賢者の元まで連れて行く。

ゴドレイ・モグタマン
声 - チョー
紫小鬼（グレミアン）の一位技官。〈獣〉に撃墜された地上調査隊の飛空挺『サクシフラガ』の生存者を救助する飛空挺『プランタギネスタ』の指揮官を務める。

#### その他の登場人物
グリック・グレイクラック (Grick Graycrack)
声 - 千葉繁
琥珀色の眼を持つ緑鬼族（ボーグル）の男。探検家（サルベージャー）。
地上で石化していたヴィレムを救出した探検家の一人。情に厚い人情家で、ヴィレムにとっては大切な友人。世捨て人のような生活を送っていたヴィレムに、妖精倉庫の仕事を紹介する。抜け殻のようになっているヴィレムが生きがいを見つけられるように色々と手を尽くしてくれていた。
飛空艇で共に生活した黄金妖精ともすぐに会話を交わすなど社交性も高い。〈獣〉に対する知識が豊富であり、〈獣〉に強襲された軍が壊滅状態に陥った際には音を立てず刺激しなければ攻撃対象になりにくいことを利用し軍の全滅回避に貢献した。サルベージャーとしての腕は一人前で、豊富な知識も持っている。

フィラコルリビア・ドリオ（Phyracorlybia Dorio）
声 - 井上ほの花
狼徴人（リュカントロポス）の女性。コリナディルーチェ市長の娘。
やや世間知らずな面がある。

ギルアンダルス・ドリオ
11番浮遊島コリナディルーチェの現市長で、フィラコルリビアの父親。
一位武官ライムスキンとは旧い友人。

マゴメダリ・ブロントン
声 - 高橋伸也
11番島にある黄金妖精専門の施療院の単眼鬼（キクロペ）の医者。ナイグラートとは学術院時代からの顔見知り。
幼体妖精から成体妖精へ成長するために欠かせない『調整』を行っている。

#### 人間族（エムネトワイト）
リーリァ・アスプレイ
声 - 佐藤利奈
二十代正規勇者。聖剣セニオリスの元適合者。
昏古霊種族に滅ぼされたディオネ騎士国の王女。王位継承権は14位。正規勇者になるべくしてなったと言われるほどの業と運命を背負っており、彼女もそれを受け入れていた。
旧ディオネ騎士国名誉騎士にして第十八代正規勇者が師匠であり同じ師を仰ぐヴィレムとは兄妹弟子の関係。最終決戦前夜、真界再想聖歌隊の現指導者が師匠であると見抜き彼の元を訪れていた。星神エルク・ハルクステンとの戦いで重傷を負い、その後帝都の施療院で療養している。

アルマリア・デュフナー (Almaria Duffner)
声 - 佐藤聡美
ヴィレムと同じ帝国領ゴマグ市の養育院にいた少女。自身も元は孤児で、養育院の子供たちの世話をしていた。ヴィレムのことを「おとーさん」と呼び慕い、誰よりも彼の帰りを心待ちにしていた。
そして世界で初めて人から〈獣〉へと変じた〈月に嘆く最初の獣〉の正体であり、ヴィレムとの約束を守るために夢の中でヴィレムを500年ずっと待ち続け、エルクと紅湖伯はこの世界に閉じ込められていた。
ヴィレムには好意は持っているが、この好意は恋人に対するような好意ではないと枯野は語る。和田は声を演じる佐藤聡美の演技でアニメ独自のアルマリアが上手く完成したと語っている。

ニルス・ディデク・フォーリナー
『異邦人』ニルス。元十八代正規勇者であり、あらゆる武芸や学問に秀でていたと言われていた。また、リーリァとヴィレムの師匠であり、ヴィレムの住んでいた養育院の創設者。しかし孤児たちの世話はすべてヴィレムやアルマリアに任せており、自身は留守にしていることが多かった。
第一部の最後で人間ではなく、エルクとは別口でエルクほど万能ではないものの、星神であったことが明かされ、ヴィレムに星神になるよう勧めたが、ヴィレムが断ったため別の世界へ一人で旅立って行った。

セオドア・ブリックロード
10代半ばの冒険者（アドベンチャラー）の青年でヴィレムの友人。アルマリアに想いを寄せていた。親しい者からはテッドと呼ばれる。冒険者としてのレベルは8。〈最初の獣〉の夢の世界では人類破滅の夜に養育院にエルクを連れてきた後、アルマリアを危険な目に合わせたくないと、自身が〈獣〉に変ずる恐怖を抱え一人きりでどこかに消えた。

ヒルグラム・モト
武技使いの冒険者。勇者・リーリァ率いるパーティの一人。レベルは58。武器を持たず、魔力を熾さずに自ら望んで無手の技のみを使い前線に立とうとする、極めつけの変人にして卓絶の武技使い。彼の武技は巨岩を砂のように砕き、滝だった場所を無数の小川に変える。

エミッサ・ホードヴィン
女性の冒険者。20歳。勇者・リーリァ率いるパーティの一人で強力な魔力使い。レベルは61で現役の全冒険者の第２位にあたる。外見上は少々育ちのいい20前後のお嬢様で、フリルのついたロングスカートで戦場に立つ。地方の資産家の娘として生まれたが、魔力過剰の得意体質の持ち主で、少しでも感情が荒ぶると視界内のすべてを吹き飛ばす凄まじい子供だった。その為、光の入らない忘却牢に放り込まれ視界を封じられた。何も見えず、何にも触れられない状況下で彼女は幼少期から思春期までを過ごした。そこから連れ出してくれたのが、偶然別件で近くを訪れたレベル9の青年冒険者。彼女は彼と将来を誓い合って共に冒険者の道を歩みだした。そして往来の特殊体質とずば抜けた才能、更には独自の制御理論によって通称『爆発あくま』の異名で呼ばれる程の魔力使いに成長した。

カイヤ・カルトラン
女性の冒険者。勇者・リーリァ率いるパーティの一人。レベルは39。エミッサやヒルグラムといったイロモノ連中とは異なる至極まっとうな冒険者で、よく鍛えられた鎧を着け身を守り、名匠の手になる剣を振るって敵を討つ。既婚者で息子が一人おり、冒険者になって欲しいようだが、腕力で嫁にも息子にも負けるとか我慢ならんと、夫から剣を握るの反対されている。

ナヴルテリ・テイゴザック
勇者・リーリァ率いるパーティの一人で、赤毛に無精髭を生やした30歳前後の男で聖剣ラピデムシビルスの元適合者。行く先々で恋人をつくっていると自負するほどの無類の女好き。ガルマンド流砂連邦の出身で、彼の故国に伝わる曲刀術の一環「陽炎の走法」を会得している。基本的な理屈は動きの緩急によるフェイント術なのだが、極めることで己が身を陽炎そのものと化し、あらゆる攻撃をすり抜けるそうで、本人曰く「ちょっと慣れれば、土埃も避けられるようになる」とのこと。
星神討伐後も生存しており、とある目的を果たすためにヴィレムの故郷であるゴマグ市を訪れていた。
その正体は真界再想聖歌隊の一員。ただし世界を元の姿に戻す派閥ではなく、偽りの世界を維持する派閥にいた。

#### 星神（ヴィジトルス）
エルク・ハルクステン（Elq Hrqstn）
声 - 岡田日花里
緋色の髪で、外見年齢は10歳半ばの少女。
この世界を創造したとされる伝説の存在で、生き残った二柱の星神のうちの一人。遥か昔に故郷を失っており、故郷を求め様々な星々を訪れた果てに、ヴィレムたちの星に辿り着いた。
500年前、リーリァがその身を犠牲にして振るったセニオリスによって『死』の呪詛を刻み込まれたことで、永い眠りにつくが、その際に見たリーリァの、“大切な人を守るために戦い続ける姿”に強い憧れを抱く。クトリに対しては彼女の生き方にかつてのリーリァの姿を重ね、特別な関心を抱いている。
前世に侵食され、昏睡状態に陥ったクトリの前に現れるが、今度は完全に人格が消滅するとわかっていながらも、ヴィレムと交わした約束を果たすために再び戦いに赴こうとする彼女の背中を押して送り出した。

黒燭公（イーボンキャンドル）
声 - 松山鷹志
星神を守護する三柱の地神（ポトー）の1柱。
500年前、ヴィレム一行により討伐されたのち、100年の眠りについた。
後に復活するが、ヴィレムに施された禁呪によって骸骨の頭部のみしか再生することができなかった。スウォンと協力し、彼と共に浮遊大陸群を創りあげた。
ヴィレムに焼き尽くされた体も原理的には回復可能であるはずであるが、スウォンとの計画に集中しているため回復には力を回せない状況が続いている。かつての巨体の際は死霊魔術を駆使してヴィレムと戦ったが、現在ではその死霊魔術を応用して黄金妖精の創造に役立てている。
神性にしては意外と気さくな性格をしており、自身の肉体を失う羽目になったヴィレムとの戦いでさえも現在では懐かしい思い出となっている。スウォンとは協力関係にだけでなく遊び仲間のような関係にもなっており何かと遊戯に興じては勝負をしている様子がうかがえる。ヴィレムには実力を讃えつつ好意的に接しているが、同時に彼が黄金妖精を巡り困難な道を辿るであろうことも察している。
世界創成の際にはこの世界に生と死の理を刻んだ張本人であり、呪詛すなわち世界定義の書き換えは彼の機能から派生した概念である。
紅湖伯（カーマインレイク）
三柱の地神（ポトー）の1柱。朱色の魚のような姿をしている。現在は他人の精神に寄生する形でしか存在することができない、いわゆる精神体のようなもの。中年女性の声でしゃべるが、その声も寄生している本人にしか聞こえない。

翠釘候（ジェイドネイル）
三柱の地神（ポトー）の1柱。星神討伐の決戦では翠灰色の巨槍を振るいスウォンとエミッサを殺害した張本人。人間を滅ぼすべきだと最初に提案した地神だが、獣が解き放たれたことに気づくと戦いを辞めまだ生きている人間に「自分の力があれば鬼種に在り方を転ずることができる」（人間の亜種として生きながらえることができる）と提案し優しさを見せた。彼が人間を滅ぼすべきだと提案したのはあくまでも自らの最後の主人であるエルク・ハルクステンを守る為であり本来の彼は優しい性格なのかもしれない。
第２部開始の３年前に地上からサルベージされたとき、その遺体は灰色の砂岩の塊に包まれており、何者が施したかは不明だが星神の欺瞞呪詛（ソルティレージュ）によって彼は不死者の死体となっていた。そして黒燭公がその呪詛を解こうとすると中から〈最後の獣〉が溢れ出した。

### 第2部より登場
フェオドール・ジェスマン
第2部の主人公。堕鬼種（インプ）の『徴無し』の17歳の青年。護翼軍 第五師団四位武官。武技や戦術知識、砲器の扱いに長け、17歳で四位武官に昇進するなど成績は優秀。〈十一番目の獣〉から38番島を守護するために派遣されてきたティアットたちの監督役を任されることになる。
表面上は穏やかで良心的に振舞っているが、内心では度々悪態をつく皮肉屋。思考や対人戦闘においても相手の意表を突く搦め手を好むが、重大な局面であるほど無意識的に思考が単調になる傾向があり、勘の鋭い者や彼をよく知る者には行動の意図を看破されることが多々ある。一見捻くれているが実直な性格が彼の本質であり、心を開いた相手に対しては情の深い一面も持ち合わせている。過去に大切な人間を救えなかったという思いから、無力な自分自身、ひいては妖精たちの命を犠牲に守られているこの世界全てを心底憎んでおり、目的を果たすためなら浮遊島を落とすことも厭わないと考えている。
〈獣〉によって滅亡したエルピス集商国の生き残りであり、護翼軍に入隊した目的は、ある計画に必要な対〈獣〉秘密兵器を入手するためだった。
堕鬼種の末裔の特性として謎の瞳力を持っているが、十分に扱えきれているとは言い難く、立て続けにラキシュ、パニバル、そして軍の倉庫に安置されていた〈最初の獣〉に瞳の力を使用したことにより、激しい頭痛と幻覚に悩まされていくことになる。
護翼軍の機密倉庫に運び込まれていた黒い箱の中身を知ってしまったため、軍に捕縛監禁されるがのちに脱走、その際、習得した覚えのない人間族の格闘術を駆使している。直後に駆けつけたラキシュの介入によってその場を切り抜け、以降は人格の変わってしまったラキシュと共に行動していく。

マシュマロ(Ryehl)、リンゴ
38番浮遊島にて保護された青髪と赤髪の黄金妖精。二人とも正式な名前を得るまでの仮名としてティアットたちに命名された。フェオドールによく懐いており、彼自身も任務だと言いながらも甲斐甲斐しく世話を焼いていた。
フェオドール、ラキシュとともに四人で出かけた時、38番島に持ち込まれていた〈十一番目の獣〉と遭遇する。三人を守るために、妖精郷の門を開いたリンゴは命を失う。
その後、マシュマロはラーントルクによりリィエルと名付けられる。

マルゴ（マルグリット）・メディシス
フェオドールの元・許嫁。『徴無し』の家系の生まれだが、先祖に混じっていたわずかな獣人の血が色濃く出てしまい、黒猫の獣人のような外見をしているため、一族に疎まれてきた。7歳の時にフェオドールと出会う。

オデット・グンダカール（ジェスマン）
フェオドールの実姉。ある目的のため暗躍している。ナイグラート、マゴメダリとは学術院時代の知り合い。

ナックス・セルゼル
鷹翼種（フォーコン）護翼軍上等兵。フェオドールの友人。情報屋の仕事を請け負っており、フェオドールの依頼で軍の秘密兵器について調べる。

ユーディア
10歳前後の黄金妖精（レプラカーン）。既に特別な夢を見ているが、護翼軍から許可が出ていないため、専門の施設での調整ができずにいる。

## 聖剣（遺跡兵装）
聖剣とは、水晶片を核に23個以上の雑多な護符（タリスマン）を呪力線で束ねて作られた剣である。相手の魔力を利用することで、圧倒的な戦力差を覆すことができる。現在の浮遊大陸群では製法および調整方法が失われているため、地上から発掘される超兵器として扱われ、遺跡兵装（ダグウェポン）と呼ばれている。人間族にしか扱えないが、「人間の作業を代わりに行う」という特性を持つ黄金妖精には扱うことができる。
剣を構成する個々の護符は戦闘とは無関係な効果を持つものも多く、単体では大したことがない効果のものも含まれる。それらを組み合わせて作るという製法から、500年前の地上時代はカリヨン（組み鐘）とも呼ばれていた。低位のものは量産することも可能であった一方で、高位の聖剣の中には独自の特筆能力（タレント）を持つものもある。聖剣は護符を相互干渉させてできている、いわば一つの小世界である、とヴィレムは例えた。
極位古聖剣
すべての聖剣の原型となった5振りの聖剣。古聖剣を元にこれまで数多くの聖剣が開発・製造されてきたが、未だに極位古聖剣に並ぶまたは超える聖剣を人類は製造することができていない。5振りの銘はそれぞれ「セニオリス」、「モウルネン」、「ゼルメルフィオル」、「スィーレン」、の4振りが作中で明記され、最後の1振りだけまだ明かされていない。異伝に登場する聖剣技師ヨーズア・アステリッドの予想だと、極位古聖剣は使い手を選定するのではなく、元々一人の使用者しか想定されていないので、最初の使用者と特徴が似ているものしか扱うことができないと語った。
セニオリス
人類史上最強の聖剣。41個の護符で構成されており、ごく初期に偶然組み上げられた極位古聖剣の一振りで、赤銅竜殺し、神韻砕き、白鞘の秘刃、など数々の異名を持つ。理論上、42個の護符がないとここまでの力が発揮できないはずなので、聖剣技師アデライードに不思議がられていた。
特筆能力は「相手を問答無用で死者に変える」。対象が不死であれ不滅であれ、あらゆるものに『死』の呪詛を刻み『死者』にする。
適合条件は帰る場所を持たず、帰りたい場所に帰ることを諦め、自分自身の未来をすべて投げ出し終えること。人間族や黄金妖精の中でも、非常に特殊な素質を持つ極一部の者にしか扱えない。モウルネンが「絆によって物語を始めさせる剣」ならば、セニオリスは「死をもって物語を終わらせる剣」と例えられる。
地上では正規勇者ニルス、リーリァなど、記録に残るうちでは少なくとも7人が扱っていた。第一部ではクトリが、第二部ではラキシュが適合している。

ヴァルガリス
アイセアが適合している聖剣。特筆能力を持たないが、全体的にスペックの高い優秀な剣であり、欠点らしい欠点がないとされる。
異伝より、刀身を構成する護符の数は40。剣というより鎚に近いフォルムを持ち、魔力の増幅性能に関してはセニオリスに伍するほどの性能を誇る。聖剣は本来、人類の敵と戦う為の道具で戦うという意志と目的があるからこそ「剣」という形状をしているが、この聖剣はこの大前提を根底から無視して組み上げられている。その特異性から聖剣のあるべき姿に対する冒涜だとされ、アステリッドの工房で銘も与えられないまま厳重に封印されていた。

インサニア
ネフレンが適合していた聖剣。
特筆能力は「使い手の恐怖心を後回しにする」。聖剣としての格はそれほど高くない。
第一部の地上での戦闘にてヴィレムが核となる水晶を取ったため消滅した。
他の適合者は前世代の妖精兵ウェルディエ、ロナ。

ヒストリア
ラーントルクが適合している聖剣。
特筆能力は「過去の使い手の記憶を蓄積する」。だが、記憶を引き出す術が失われている。

デスペラティオ
第一部でノフトが適合していた聖剣。銘の意味は「絶えた望み」。
特筆能力は「同族を殺す」。とはいえ、人間に近い生物(鬼族など)にも多少の効果はある。
第一部の地上での戦闘により消滅した。

ラピデムシビルス
特筆能力は「心身のコンディションを最良に保つ」。
ヴィレムが属した勇者パーティーの一員、準勇者ナヴルテリ・テイゴザックの愛剣。
ヴィレムが言語理解の護符を強引に組み込んだため、消滅した。

イグナレオ
第二部でティアットが適合している聖剣。
特筆能力は「目立たなくなる」。格はそれほど高くない。
他の適合者は前世代の妖精兵オルコ。

プルガトリオ
第二部でコロンが適合している聖剣。
特筆能力は「浄化を宣言する」。使用者が「罪人」と認めた相手を切り倒す。この定義は、戦闘の前に相手を視認して行う必要があるため、通常は戦場全体を俯瞰して行う。
効果は使用者が魔力を熾して剣を振るい続ける限り続く。消耗が激しいため、コロンの場合、一度使えばひと月は再使用できない。
他の使用者は準勇者アヴグラン・T・ロンティス。

カテナ
第二部でパニバルが適合している聖剣。
とても細身な聖剣で、構成する護符の数も少ない。
特筆能力は「気持ちを伝える」。だが、伝えたい気持ちがあるなら話せば良いため、使われた記録はほとんどない。言語理解の護符と類似した特筆能力ではあるが、刀身に触れた相手にしか効果がない。また、思いしか伝わらないので共有していない固有名詞はただの音の羅列としか認識できない。

オラシオン
第二部でノフトが改めて適合した聖剣。
特筆能力は「ささやかな願いを叶える」。ただし願いの具体的な指定は出来ず、使用者の潜在意識にあるものを戦闘中に勝手に叶える。

プロディトル
第二部でユーディアが適合している聖剣。銘の意味は「造反者」。聖剣としての格はとても低く、才能も伝説も持ち合わせていない底辺準勇者の専用剣だった。
特筆能力は他に類を見ない唯一無二のしろもので、ヴィレムいわく「大事な時に仕事をしない」。
見た目は色とりどりの護符で出来ているが、護符の材質や形が揃っていないせいでまるでがらくたの寄せ集めのように見える。だが、そんな見た目とは裏腹に成体の錆竜に思い切り叩きつけても壊れなかったとヴィレムは語った。
パーチェム
第二部でアルミタが適合した聖剣で。銘の意味は「平和」。
特筆能力は「戦場の希望となる」。基礎スペックは低いが、能力発動時には使用者のすべての能力を飛躍的に上昇させる。人間種の記録によると「悲しい戦いを終わらせる平和の剣」とされていた。よって、戦況が悲劇的な展開になるまでその真価が発揮されることはない。
他の適合者は30年ほど前の妖精兵、ナサニア。

ムルスムアウレア
特筆能力は「限定的な不死」。この戦場で燃え尽きてもいいと覚悟を決めることで発動する。
30年ほど前の妖精兵、エルバが適合していた聖剣。

ロスアウレウム
特筆能力は「精神を飛翔させる」。霊体を肉体から切り離し飛ばせるが、霊体が肉体を得た黄金妖精では深刻なエラーを引き起こす。
適合者は前世代の妖精兵トゥカ。

ロクス・ソルス
特筆能力は「筋力賦活」。しかし治癒機能が損壊している為、振るった翌日は筋肉痛に悩まされる。
かつて巨漢の準勇者バダルトンが愛用していた。

モウルネン　
極位古聖剣の一振り。100年ほど前に地上で発掘されたが、妖精倉庫に送られずに護翼軍の倉庫に保管されていた。
特筆能力は「絆を強く結ぶ」。使用者とその仲間の間に非常に強力な共感能力を強制的に発動することが出来るといわれている。
かつて準勇者ヘルヴァ・T・ロンティスが翠釘侯との戦いで使用した。
セニオリスが「死をもって物語を終わらせる剣」だとしたらモウルネンは「絆によって物語を始めさせる剣」と例えられる。
使用条件は「前の所有者の最も信頼していた者」で、極位古聖剣の中で最も使用条件がゆるく、地上で記録が残る限り15人が使用した。

ゼルメルフィオル
極位古聖剣の一振り。使えた者は二代目正規勇者リュシル・ザクサイトただ一人で、それ以外の人が起動すると「灰色のぶよぶよした何か」になってしまう。
前述の極位古聖剣より、ゼルメルフィオルは近づく人間を強制的に「リュシル・ザクソイト」へ作り変えてしまう能力があり、「灰色の何か」は改造が終わる前に壊れてしまった人間の残骸である。この「灰色の何か」が水に浮くのは、百九人の娘の過半数を切り殺したせいで水精に憎悪され、水の中に入ることができなくなった、リュシル・ザクソイトの伝説に基づいていると推測される。

スィーレン
極位古聖剣の一振り。
使用条件は「特定の彗星が見える夜に生まれた者」。

パーシヴァルシリーズ
量産型聖剣。かつてヴィレムが愛用していた。量産品故のシンプルな構造の為、戦場では簡単なカスタマイズや調整ができ、また比較的小ぶりなサイズの為、手足が伸び切っていない少年だった頃のヴィレムからはとても評価が良かった。特筆能力は付与されていないが、扱いやすい聖剣。聖剣としての格は最低の量産品だが、「最低数の護符で聖剣として成立させる」をコンセプトに製造される帝都工房の傑作。

ディンドランシリーズ
量産型聖剣。パーシヴァルシリーズの発展型。500年前の地上で専用聖剣を持たない準勇者に好まれていた聖剣、ナヴルテリやヴィレム、シャントルの結界内でネフレンも使用した。

## 用語解説
浮遊大陸群（レグル・エレ）
100を超える浮遊島の集合体。ほぼ中央に第1番島が位置し、そこから渦を巻くような順で番号が割り振られている。中央に近いほど番号が若く、外側ほど大きい。40番ほどまでの若い番号の島はお互いに近い位置に浮かんでいるが、70番以降の島は島の大きさ自体がそれほど大きくなく、お互いに離れた距離で浮かんでいる。島の交流の頻度は島の栄え具合と直結するため、番号の大きい島ほど辺境の地となりやすい。
かつて星神の眷属であったと言われる、角や牙、鱗を持つものといった様々な姿をした種族が暮らす。その中で、それらのような外見的に特徴を持たない種族、いわゆる『徴（しるし）無し』は、かつて地上を滅ぼす原因を作った人間族と姿形が同じだという理由から疎まれている。
同宗教で集まってできたエピルス集商国や、翼がある者だけの貴翼帝国の他にも、ボレアルヴッドランドや楡木茶郡など国を作っている島や国もある。
2番島
通称『世界樹の髄』。浮遊大陸のほぼ中央に位置する。浮遊大陸群の聖域とされており、その存在は半ば伝説と化している。島を覆う結界内で四季を完結させているため、季節感を無視した動植物が存在する。
黒燭公が結界の維持のため、ここで暮らしている。
第一部完結時にはヴィレムの亡骸はここに安置され、ネフレン、エルク、カーマはここで暮らしている。
5番島
大賢者の住居がある。大賢者は、自分が大陸群に与える影響を考慮してここを自らを閉じ込める牢獄とするために聖域と定めた(ただし護翼軍を動かすために外に出ることもある)。
11番島
コリナディルーチェ市。400年以上の歴史を持つ、浮遊大陸の中で最も古い都市。様々な創作物語の舞台となっている。モデルはローマ。
黄金妖精専門の施療院があり、特別な夢を見た幼体妖精はここへ連れてこられる。 商人から成り上がった現市長に不満を抱いた派閥が、滅殺奉史騎士団を用いて市長の排斥を画策していたが、ライムスキンに命令されたヴィレムが騎士団が雇用主に抱えていた不満を看破し、彼らを買収したことによって事態は解決する。

13番島
エルピス集商国。護翼軍が黄金妖精という強力な兵器を独占していることを快く思っていない。
〈獣〉を捕獲する方法と、対〈獣〉の兵器を独自に研究しており、それらを用いて〈二番目の獣〉に11番浮遊島を襲わせることによって大混乱を引き起こす。第二部にて、それらがフェオドールの義兄の計画によるものであり、本来の目的は、〈獣〉の脅威を浮遊大陸群の人々に思い出させるためだったこと、しかし一部の過激派によって計画の主旨が大きく変わってしまったことが判明する。
第2部では〈五番目の獣〉（マテルノ）によって滅亡している。

15番島　
〈六番目の獣〉の襲撃が予知されており、クトリはそこで妖精郷の門を開くことが定められていた。〈六番目の獣〉との戦闘により崩壊、地上へ墜ちた。

28番島　
浮遊大陸群の流通の要の島。ヴィレムが物語初期に生活していた浮遊島で、ヴィレムとクトリが初めて出会った島でもある。
前市長だった徴無しの堕鬼種が汚職に塗れた悪徳政治家だったため、市民の徴無しに対する風当たりが強い。
枯野がアニメのデザイナーに渡した島のイメージは「香港の九龍城に軍艦島が微妙に入った感じ」。アニメで一番最初に映る島であったため、見ている人に空に浮かんでいる島だと気づかせないために空のあまり開けていない、建物どうしが近くて影になっている街のデザインとなっている。

38番島
第二部の主な舞台ライエル市。この島に年々近づいて来る〈十一番目の獣〉に包まれた状態の39番島をなんらかの手段で無効化するために護翼軍第五師団が拠点を置く。二部一巻でティアットたち後輩妖精4人が第五師団に送り込まれて来る。
元は鉱山として栄えたらしく、街が入り組んでいたり、所々にその名残りの機械が稼働中であるが、迫りくる39番島のおかげで人口が大幅に減少している。

39番島
エピルスの小瓶が破られたことで二部開始前から〈十一番目の獣〉に全体が包まれている。38番島に迫ってきていて、二つの島が接触する恐れがある。

68番島　
オルランドリ第四倉庫、「妖精倉庫」のある浮遊島。比較的規模の大きい島だが交通の便がいいとは言い難く、いくつかの飛空挺を乗り継がなければならない。住人は『徴無し』に対して比較的友好的に接している。黄金妖精は基本的に自由な遠出は許されていないが、この68番島周辺ならば、ある程度の行動の自由は許可されている。
島のイメージはドイツとフランスの文化の入り混じったような感じ。ヨーロッパの片田舎のイメージ。

護翼軍
〈十七種の獣〉の脅威に対し、戦力をもって抵抗する公的組織。どこの勢力の味方もせず、ただ大陸群の平和のためだけに動く集団。ただし腐敗していた時期もあり、モウルネンの夜の時には妖精兵のナサニアとエルバを騙して戦争の兵器に使った。
一から六の師団と憲兵科が存在するが、実際に妖精兵器を擁しているのは第二師団のみであり、それ以外の師団には彼女たちの存在は極秘情報として伏せられている。第二部では第五師団が妖精兵器を擁していたが、特定以上の地位にいないと彼女たちの正体を知らされず、彼女たちの世話役を仰せつかったフェオドールにさえも隠されていた。
第二部8巻まででは上等相当兵、上等兵、四位、三位、二位、一位、七将官の順で位が上がっていく。さらに一番上に大賢者がいる。また四位には武官と技官、三位には武官と哨戒武官と技官、二位には武官と技官と呪器技官、一位には武官13人と技官16人が存在することがわかっているが、二位呪器技官と三位哨戒武官はお飾りの左遷職であるらしい(二位呪器技官は地上から発掘された聖剣などを解析する職だが、そんなことが出来る人物はヴィレムが現れるまで一人も存在しなかったから)。また、上等相当兵になるには一位以上の位官の署名三人分が必要で、ほぼ存在しない。
憲兵科
詳しくは不明だが、大賢者の世話などをしている。バロニ・マキシ一位武官が所属。
第一師団
所在地は11番島。「大陸群に害をなす友邦に槍を向ける」のが仕事。総団長はカゲラ・ザバタルアルエット一位武官。
第二師団
大陸群までたどり着いた〈獣〉の討伐を行う師団。総団長はライムスキン一位武官。
第三師団
所在地は7番島。「貴翼帝国の監視と威圧」が仕事。詳細不明。
第四師団
詳細不明。
第五師団
所在地は38番島。今は39番島の〈十一番目の獣〉を倒すことが目的。総団長は名前は不明だが被甲人の一位武官。
第六師団
詳細不明。

オルランドリ総合商会
妖精倉庫の管理、維持、運用を行なっている護翼軍のスポンサー。サルベージャーが発掘した遺跡兵装はこのオルランドリ商会が買い取っている。

黄金妖精（レプラカーン）
68番島、オルランドリ商会第四倉庫、通称『妖精倉庫』で暮らす兵器。厳密には生きていない、いわゆる死霊の一種で、自分の死を認識できないほどの幼さで死んでしまった幼子の魂が、迷い出たもの。そのため、幼いうちは生きることに対して無頓着で、たとえ、命に関わるほどの傷を負っても死を恐れない。
また、その由来により「前世の侵食」という種族的な業を抱えている。これは前世となる幼子の記憶が徐々に蘇る一方、現在の人格の記憶が徐々に失われていく現象で、上述の魔力を酷使するとより早く進行し、最終的には現在の人格を上書きして消滅させてしまう。幼体妖精は前世の記憶を「夢」として見た時期を目安に成体妖精兵となるべく検査・調整を受けていくこととなる。
人間にしか扱うことのできなかった聖剣を振るうことができ、獣の脅威に対抗しうる唯一の兵器。しかし、致命傷や上記「前世の侵食」などにより通常の戦闘手段では獣を倒すことができないと判断された際には、意図的に魔力を暴走させ、獣もろとも自爆することが戦術として定められており、これは文学的な言葉で「妖精郷の門を開く」と形容されている。

人間族（エムネトワイト）
500年前、浮遊大陸群が出来る前、地上のほとんどを支配していた種族。魔力や繁殖力に秀でた種族では無く、肉体も強靭とは言えないが、同じ地上で猛威を振るっていたほかの種族や、星神までを打ち滅ぼした種族である。
しかし、500年前に〈十七種の獣〉によって滅ぼされた。ヴィレムは滅んだ人間族最後の生き残りである。
物語の世界で「私は人間だ」と名乗ることは、こちらの世界で「私は悪魔の転生だ」と名乗ることに等しい。

鬼種(オグル)
かつて、地上で人間の亜種として発生した種族。人間から派生しているため、徴無しも存在し、フェオドールは聖剣もピリピリするけど持てるらしい。が、根本的には人間とは異なるため十七種の獣にはならず、生き残った。特別な力を持つ種族もいるが、多くは平和な時を経て衰弱している。
額眼種(スタラー)、堕鬼種(インプ)、喰人鬼(トロール)(ここまで徴無し)、紫小鬼(グレミアン)、緑鬼種(ボーグル)、単眼種(キクロベ)、巨鬼種(タイタニック)、朱鬼種(デーナー)など、多くの鬼種がいる。

銀眼種(プライマ)
旧世界に存在した世界樹の世話役として創造された、女性のみの希少種。寿命の概念を持ち合わせず、過半数の銀眼種が星神に直接創造されていて、世界そのものと同じだけの齢を重ねている。また銀眼種は、月光を浴びて水を飲むだけで生きていける種だという。詳細は不明だが、六番目の獣の襲来を予知しているのはこの種族である。一番若い個体でも大賢者より少し若い程度(500歳近い)。徴無し。
　竜種(ドラゴン)
500年前、かつての地上に存在した最古にして最強の生物種。一説によれば、星神による世界創生の当時、この世界に置かれるすべての「生命」の試作品として創造されたと言われている。なにせ試作品であるため、後に作られた生命たちの備えているいくつかの特徴が未完成のままで、ゆえに様々な点で常識が通用しない。骨格や筋構造に見合わない、桁違いの膂力。重量と翼面積ではありえない飛行能力。呼吸によって周辺環境を塗り替える、まるで古霊種のような生態。当たり前のように寿命はなく、種によっては死の概念そのものを持たない。
そして竜の吐息は瞬間的に、彼らの本来の生息域をその場に持ち込む。溶岩の海に生きる竜の吐息は灼熱そのもの、極寒の氷壁に棲む竜であれば刃のような猛吹雪を吐き出す。毒や雷を吐き出す種もいれば、概念としての虚無を吐くなど、よくわからない変わり種もいる。因みに、そういった過酷な環境と縁のない竜は、特におかしな息は吐かない。

その他の種族
基本的に獣人が多いようだがたまに描写や名前から姿を想像できないものもいる。
　猫徴種(アイラントロポス)、狼徴種(リュカントロポス)、鳩翼人(トゥルトウレル)、兎徴人(ハレサントロポス)、馬頭種(アロガントロポス)、魚面人(ハーバラー)、蟻人種(ミールーミーギ)、貴翼種(スイーニュ)、栗鼠徴族(スキアラントロポス)、狐徴種(アレパントロポス)、鷹翼種(フォーコン)、蛇尾種(フィダントロポス)、爬虫種(レプトレイス)、蛙面人(フロッガー)、豚面種(オーク)、被甲人(アルマド)、黒甲種種(スカサラントロポス)、球形人(ボールマン)…と沢山の種族が存在する。
竜族(ドラゴン)、吸血鬼(ヴァンピリック)、巨人族(ギガント)、古霊族(エルフ)、昏古霊族(グルームエルフ)、土竜人(モーリアン)などが昔地上に存在したが、500年前までに人間、又は、十七種の獣に滅ぼされている。

魔力（ヴェネノム）
心臓の内側に魔という火を呼び入れ、燃え上がらせることで得ることができる力。大きな魔力を熾すには手間と時間がかかる。生命力と相反する概念であり、術者の生命力の強さに反比例して魔力の強さも決まるため、生命力に乏しく死に近いものほど強大な魔力を振るうことができる（この場合の死に近いという意味が、ヴェネノムを行使する当人による、観念的なものなのか、肉体的なものなのか、それとも、その両方を含むのかは不明）。また、過剰な行使は体に負担がかかり、稀に魔力中毒を引き起こすこともあり、魔力を制御できなければその力は暴走し、結果的には大爆発を引き起こす場合がある。黄金妖精の自爆はこの暴走による大爆発を意図的に引き起こすことである。
一般的に、魔力は、膂力の弱い種族の最後の悪あがきとして使われるという認識であり、フェオドールが、黄金妖精の魔力を見た時に、とても驚いてことから、そのことが確認ができる。
レベル
旧世界の人間の概念で、個人の鍛錬強度および才能を定量化した指標。武装・状況に問わず発揮できる普遍的な強度。逆に、武装によって容易に逆転する程度のものとも言える。単純な戦闘力の比較などに使用。なお、現在となっては正確な測定技術は失われているため、以下には推定値を表示している。なお25-30辺りが人間の限界であるとされていて、そのラインを越えるには非常識な努力か才能が要求された。

〈十七種の獣〉
元々星神達がこの星を訪れた時、そこには〈原始の獣群〉しか存在しない灰色の世界だった。星神達は故郷を探し続け、すでに途方もない時間の経過に疲弊しきっていた。星神達は故郷を探すのを諦め自らの命を断ち、せめて眠りにつくこの星を故郷に似た星へ作り替えるため、自分達の魂を砕き、原始の獣群を加工して、地神達に人間を"製造"させた(パイの中身を生地で覆うイメージ)。しかし人間が長い時の中で繁栄し増えすぎた結果、星神達の欠片が薄れ、かつ真界再想聖歌隊（トゥルー・ワールド）の今の「偽りの世界を存続させる」派閥の人々が、この地に生きている最後の星神エルク・ハルクステンの魂を完全に砕くことに失敗。そして500年前、星神の"皮"を突き破りついに地上に顕現し1年足らずで世界を滅ぼした(十七種の獣にとっての故郷を取り戻した)。
また星神達が人間種を創造してから流れた長い時の中で〈原始の獣群〉の在り方は変質した。人間種の特性。死に至る十七の道、終末の在り方に影響を受け、内包する形で物質化した。大賢者は、世界構築の当事者である黒燭公と人間という種の設計図と十七種の崩壊因子を分析して、いつか現れるであろう〈獣〉の全容を特定した。大賢者によると、人間が死ぬ直前の最後の感情は悔恨、希望、甘え、正義、優しさ、恐怖、無関心、無知など、大まかに分けると17種存在し、その感情ごとに獣が存在する。現在、まだ存在・観測されていないはずの〈十七種の獣〉の名が判明しているのはこのため。
アニメ版では500年前に突如現れ、たった1年足らずで世界を滅ぼしたと言われる正体不明の生物で500年前の地上に存在した武装宗教組織・真界再想聖歌隊（トゥルー・ワールド）が生み出した生物兵器研究の成果とされている。
「死」という概念を持ち合わせず不死不滅の存在である〈獣〉には、魔力を帯びない通常の兵器ではまともなダメージを与えることができず、唯一対抗しうる手段は人間族の遺した聖剣を振るうことが可能な妖精兵のみ。基本的に空を飛ぶことができないが、〈六番目の獣〉だけは、自身の体を細かく分裂させて風に乗せて飛ばす形で、浮遊大陸を襲うことができる。
そもそも不死不滅の存在である獣を殺すことなど本来不可能に等しいが、魔力を帯びた攻撃なら獣を殺すことができる。一説では、生命力と相反する力であり死者の力とも云われる魔力（ヴェネノム）によって獣の体に直接「死」の概念を刻み込んでいるからだとも言われるが詳細は不明。
〈十七種の獣〉はそれぞれが別個の種であり、能力や特性が異なる。それなりの頻度で浮遊大陸群に襲来する〈六番目の獣〉以外の〈獣〉となると、遭遇する機会があるのは地上に降りたサルベージャーくらいであり、それももし遭遇すればまず抵抗できず全滅させられてしまうだけなので、戦い方や弱点などは知られていない。遭遇を避けるため、やり過ごすための知恵などが伝えられるとしても、限られた経験からそう推測されているにすぎない。

〈月に嘆く最初の獣（シャントル）〉
近づいたものすべてが砂になってしまうため、その名前以外のほとんどが知られていない正体不明の獣。シャントルの意味は悔恨。悔恨は過去に縛られた心、未来を捨てて現在を禁固する。けれどそれは遠く届かぬ月を思うことと変わらない。どれだけ想いの言葉を叫んでも、それは誰にも届かない悲しい独り歌。そういう死への道から〈月に嘆く最初の獣〉と名付けられた。〈六番目の獣〉の大群の襲撃ののち、地上に残されたヴィレムとネフレンを500年前の地上を模した精神世界に引き込む。

〈穿ち貫く二番目の獣（アウローラ）〉
一見大蛇のように見えるが、体表には鱗の代わりに無数の針が生えており、頭や尾はない。アウローラの意味は天光。希望の光こそが死に誘う鬼火であるとして、天光と名付けられた。
〈？？？三番目の獣(デペンダンス)〉
詳細不明。デペンダンスの意味は甘え(と推測できる)。

〈捩じれ吞み込む四番目の獣（レジティミターテ）〉　
屋敷ほどの巨体に赤黒い甲殻、その隙間から覗く無数の目を持つ。地上で遭遇する獣の中で比較的遭遇率が高いが、その代わり、音と動きに反応するという特性を持つため、息を潜めていれば見逃される可能性が高く、そのため危険度は低いと言われている。レジティミターテの意味は正義(と推測できる)。

〈広く包み込む五番目の獣（マテルノ）〉
13番浮遊島にあったエルピス集商国が地上から持ち帰った〈獣〉のひとつ。エルピス事変の際、エルピス集商国を含むあらゆるものを蒼く澄んだ液体に溶かし尽くした。マテルノの意味は優しさ(と推測できる)。

〈深く潜む六番目の獣（ティメレ）〉
自身の体を分裂させ風に乗せて飛ばすことで浮遊大陸を襲撃することが出来る。
殺すたびにその死体を盾にして、まだ死にきっていない内側に新しい自分の分身を作り出す。また、その都度少しずつ強くなっていく。分裂限界は個体の大きさによって左右され、小さい個体なら10回ほどだが、大きな個体になると200回程度殺さなければならない。普段は地下の空洞に巣を作り、壁や天井に張り付いている。ティメレの意味は恐怖、恐れる心。

〈？？？七番目の獣(？？？)〉
意味は無関心(と推測できる)。

〈？？？八番目の獣(？？？)〉
意味は無知(と推測できる)。

〈重く留まる十一番目の獣（クロワイヤンス）〉
クロワイヤンスの意味は信念、信頼、崇拝。揺るがぬ意志を持って正しくあろうとする、その決意が可能性を鎖すとして信念と名付けられた。ゆっくりと砂や石、ガラス以外の全てを侵食していく黒水晶の見た目をした獣。物体と言った方がいいかも知れない。命あるものも侵食することができるが、侵食した部分を切り落とせばそれ以上侵食されない。衝撃を与えると侵食が部分的に加速する性質を利用してエピルスが5年前に39番島などにこの獣が入ったガラス瓶(通称エピルスの小瓶)を落とし、38番島の全てを覆い尽くした。二部では、39番島に近づいてくる38番島を落とすためにティアット達に白羽の矢が立った。
　パニパルが二部7巻にて侵食されそうになったが、彼女の悪戯により信念が砕け、獣が消滅したため侵食から免れた。この時彼女に賛同した一部の〈十一番目の獣〉がパニパルの腕に残った。

〈輝き綴る十四番目の獣（ヴィンクラ）〉
ヴィンクラの意味は人と人とのつながり、孤独。モウルネンの中にこの獣と化した地上での最後のモウルネンの使い手、準勇者ヘルヴァ・T・ロンティスが入っていた為(14番目の獣は物質体を持たない)、空の上でモウルネンの夜や二部6巻のような事件を引き起こした。
　二部6巻ではモウルネンの能力「心を繋いで束ねる」を利用し、自分の能力を理解した者を操り、その者を沢山の顔がある質量の重い怪物にする惨状を引き起こした(今まで仲間にした者を単純に足し算した結果、このような怪物が生まれる)。操られた者を見て、能力を理解してしまうだけで操られてしまうとても厄介な獣だが、使い手の思想に共感していればしているほど効果があるらしく、我慢したり、理解しなかったりすれば獣にならないことができる。

〈いずれ訪れる最後の獣(ヘリティエ)〉
一部で15番島に6番目の獣と同時に生まれ落ちようとした新たな獣の正体。クトリが島を切り、叩き落としたことで生まれ落ちるのを回避した。
二部では遂に〈十一番目の獣〉が消滅した38番島に生まれ落ちてしまった。対象が取り戻したい人物を復元して対象を取り込む。この時、対象以外には復元された人は「白い人状の形をした何か」に見えるらしい。

帝国領ゴマグ市
かつてはヴィレムの暮らす養育院があった場所で、ヴィレムの生まれ故郷。現在は灰色の砂によって覆われた廃墟のようになっており、飛空挺「サクシフラガ」の地上調査隊によって発掘作業が進められていた。地下にはヴィレムでさえ知らなかった地下迷宮が存在している。

真界再想聖歌隊（トゥルーワールド）
帝国の統治に逆らう武装宗教組織。かつて王家の要請を受け、勇者リーリァ一行が壊滅した。獣の正体はこの組織が研究していた生物兵器と言われていた。
『この世界は本来あるべき姿にない』ということを組織の共通理念としており、そこから大きく二分して、あるべき姿にない世界を元に戻すこととそれを阻止する派閥が存在していた。

世界樹
讃光教会に伝わる神話によれば、それは世界の中心にして柱にして楔。大げさに言うのなら、この世界そのもの。
かつて星神たちがこの世界を創り上げたときに同じように創造されたもので、形状こそ名の通りの樹木だが、本質は書物に近いのだと神話学者たちは言う。巨木を形作る根や幹や枝や葉のひとつひとつが、膨大な量の情報を記録し、樹としての生長に合わせその内容は常に変化を続けている。そしてその内容はこの世界の「現在」と、それに連なる過去や未来のすべてなのだという。実際に世界樹に触れ、そのかけらだけでも読みとることができれば、人間が一生を費やしても届かないほどの叡智が得られるとも。
又、別の組織では「世界のすべてが記録されているのではない。世界樹の記録を投影されて、この世界が存在しているのだ。」だから、世界樹の情報を直接書き換えることでこの世界の在り方そのものを改竄することもできるのだと。
二部10巻に登場する銀瞳種によると世界樹とは、「偽造生命による事象制御塔。巨大な世界結界を効率的に維持するため、地神連中が設置した大規模な演算装置。」これが世界樹の正体だと語った。現在の2番島と浮遊大陸群の関係性の原型だと考えられる。

## 作風・制作背景
著者が本作のプロットを書いたのは2004年ごろであるが、世界の基本設定や主人公が戦うのではなく戦いに行く女の子を男が見送るところなどの骨格以外はほとんど変わっている。もともとは角川スニーカー文庫とは別の出版社に持ち込んだ作品であったが、そこで没となったものをスニーカー文庫に持ち込み、ほとんどすべてを改稿した上で出版することになった。登場人物のうち、「妖精兵」と呼ばれる女の子たちも半分くらい新しくなっている。これは、一度没になった作品だったため、登場人物の一部を枯野の他の著書に登場させてしまったためである。作品の雰囲気・世界観について、枯野は「ファンタジーロマンを追い求め、ごった煮感のあるファンタジーを真正面から突き詰めている。世界が滅んでいるというのもごった煮の中の一つ。」と語っている。
第1部のタイトルは、「終末なにしてますか？ 忙しいですか？ 救ってもらっていいですか？」であるが、もともとは「箱庭世界の天使と悪魔」というタイトルであった。空に浮かぶ島が舞台であるなど「箱庭」の要素があることからつけられたタイトルであったが、これではほかの作品に埋もれてしまうということで、枯野が編集部で当時枯野の担当の具志堅にタイトル決めのほとんどを任せ、現在のタイトルになった。
このタイトルは、「何してますか? 忙しいですか? 手伝ってもらっていいですか?」という、当時蔓延していたLINEアカウント乗っ取り詐欺で犯行グループが多用した定型文に由来しており、「LINE乗っ取り詐欺に気をつけましょうね」という注意喚起も言外に含んでいる。また、タイトルの「終末」について枯野は「人によって解釈の幅のある言葉だと思っている。どんな人も共通して「明日死ぬのが決まっているから今日をどう生きようか」というシチュエーションと問いかけの組み合わせがオーソドックスな終末感で、決まった死を全人類の共通認識として描いてみているのが一般的な『終末』の作品。でもそうではなくて、「死」ももっと小さな人にも適用できるであろうと考えた。例えば終末医療のように。『終末』だからと言って世界が終わるわけではない。それで終末をこのシリーズに近い言葉として使っている。」と話している。
執筆はまずは枯野の書きたい世界やシーンがあり、それに合うように組み合わせていくことで行われた。その他にも作中には複雑な時系列や設定が多く存在することから、枯野自身設定メモや用語集、年表を作成し整理しながら執筆している。
シリーズの特徴として、1巻のエピローグの蛇足のように2巻が、2巻のエピローグの蛇足のように3巻があるといった感じで繋がっている。また、第1部では3巻のクトリがヴィレムの作ったバターケーキを食べるシーンで1巻から続いてきた話は一旦完結をしている。バターケーキ後の話は「クトリの物語」のエピローグ的な位置づけとなっている。そして4巻は「ヴィレムとは何者なのか」ということを考えて作られている。そして5巻はこれまでの1巻から4巻のようにクトリとヴィレムに視点を合わせるのではなく、物語の世界全体を見られるように描かれている。
第1部の終了と同時に、第1部からおよそ5年後の世界を舞台に、新たな主人公に徴無しの青年・フェオドールを据えた第2部が刊行されている。第1部はヴィレムが世界の真相を鋭く深く突き止めていったのに対し、第2部では前作では描かれなかった黄金妖精や獣の謎、様々な組織の対立など、より幅広い世界観を描いた作風となっている。　

## 評価
第1部1巻が発売された2014年下半期ライトノベルツイッター杯で新規部門3位を獲得。作品が話題となったのは2015年1月の2巻発売時。当時カドカワ書店の電子書籍部門でセールが行われており、そこで話題となって2015年1月の「Amazon電子書籍ランキング」で1位を獲得。その後も2015年上半期ライトノベルツイッター杯既存部門、2015年下半期ライトノベルツイッター杯既存部門で1位を連続獲得。2016年には宝島社刊の「このライトノベルがすごい！2016」の作品部門5位 新作部門2位を獲得し、「SUGOI JAPAN Award2016」ラノベ部門 SUGOI20にも選出された。
2017年8月時点でシリーズ累計電子書籍ダウンロード数は21万2000を記録し、2021年7月時点で電子版を含めた全世界シリーズ累計部数は125万部を突破している。

## 既刊一覧

### 小説
- 枯野瑛（著） / ue（イラスト）、KADOKAWA〈角川スニーカー文庫〉、全8巻
  - 『終末なにしてますか？ 忙しいですか？ 救ってもらっていいですか？』2014年11月1日初版発行（同日発売[36]）、ISBN 978-4-04-102269-6
  - 『終末なにしてますか？ 忙しいですか？ 救ってもらっていいですか？ #02』2015年1月1日初版発行（同日発売[37]）、ISBN 978-4-04-102270-2
  - 『終末なにしてますか？ 忙しいですか？ 救ってもらっていいですか？ #03』2015年7月1日初版発行（同日発売[38]）、ISBN 978-4-04-103288-6
  - 『終末なにしてますか？ 忙しいですか？ 救ってもらっていいですか？ #04』2016年1月1日初版発行（同日発売[39]）、ISBN 978-4-04-103835-2
  - 『終末なにしてますか？ 忙しいですか？ 救ってもらっていいですか？ #05』2016年4月1日初版発行（同日発売[40]）、ISBN 978-4-04-104039-3
  - 『終末なにしてますか？ 忙しいですか？ 救ってもらっていいですか？ #EX』2017年2月1日初版発行（同日発売[41]）、ISBN 978-4-04-105179-5
  - 『終末なにしてますか？異伝 リーリァ・アスプレイ』2019年6月1日初版発行（同日発売[42]）、ISBN 978-4-04-108256-0
  - 『終末なにしてますか？異伝 リーリァ・アスプレイ #02』2020年6月1日初版発行（同日発売[43]）、ISBN 978-4-04-109171-5
- 枯野瑛（著） / ue（イラスト）、KADOKAWA〈角川スニーカー文庫〉、全11巻
  - 『終末なにしてますか？ もう一度だけ、会えますか？ #01』2016年4月1日初版発行（同日発売[44]）、ISBN 978-4-04-104040-9
  - 『終末なにしてますか？ もう一度だけ、会えますか？ #02』2016年7月1日初版発行（同日発売[45]）、ISBN 978-4-04-104655-5
  - 『終末なにしてますか？ もう一度だけ、会えますか？ #03』2016年12月1日初版発行（同日発売[46]）、ISBN 978-4-04-104656-2
  - 『終末なにしてますか？ もう一度だけ、会えますか？ #04』2017年4月1日初版発行（同日発売[47]）、ISBN 978-4-04-104657-9
  - 『終末なにしてますか？ もう一度だけ、会えますか？ #05』2017年10月1日初版発行（同日発売[48]）、ISBN 978-4-04-104658-6
  - 『終末なにしてますか？ もう一度だけ、会えますか？ #06』2018年6月1日初版発行（同日発売[49]）、ISBN 978-4-04-106867-0
  - 『終末なにしてますか？ もう一度だけ、会えますか？ #07』2018年12月1日初版発行（同日発売[50]）、ISBN 978-4-04-107549-4
  - 『終末なにしてますか？ もう一度だけ、会えますか？ #08』2019年11月1日初版発行（同日発売[51]）、ISBN 978-4-04-107550-0
  - 『終末なにしてますか？ もう一度だけ、会えますか？ #09』2020年11月1日初版発行（同日発売[52]）、ISBN 978-4-04-109163-0
  - 『終末なにしてますか？ もう一度だけ、会えますか？ #10』2021年7月1日初版発行（同日発売[53]）、ISBN 978-4-04-111410-0
  - 『終末なにしてますか？ もう一度だけ、会えますか？ #11』2021年8月1日初版発行（7月30日発売[54]）、ISBN 978-4-04-111609-8

### 漫画
- 枯野瑛（原作） / ue（キャラクター原案） / せうかなめ（作画） 『終末なにしてますか？ 忙しいですか？ 救ってもらっていいですか？』 KADOKAWA〈MFコミックス アライブシリーズ〉、全4巻
  1. 2017年2月23日発売[55]、ISBN 978-4-04-069040-7
  2. 2017年6月23日発売[56]、ISBN 978-4-04-069249-4
  3. 2017年12月22日発売[57]、ISBN 978-4-04-069580-8
  4. 2018年6月23日発売[58]、ISBN 978-4-04-069883-0

### 関連書籍
- 枯野瑛（原作） / ue（著） 『ue art works - Flowery -「終末なにしてますか？」画集』 KADOKAWA、2023年9月29日発売[59]、ISBN 978-4-04-114233-2

## テレビアニメ
2016年7月にアニメ化企画進行中であることが発表され、2017年4月より6月までTOKYO MX、AT-Xほかにて放送された。原作第1部3巻部分までに相当。それに際し、子役声優オーディションでの審査において小学1年生から4年生までの女子小学生を対象とし合格者はエルクの声優担当となる。合格したのは岡田日花里。また、作者である枯野瑛がシリーズ構成、および一部の脚本に参加する。テレビアニメの公式略称は「すかすか」。

### プロモーションビデオ
テレビアニメのプロモーションビデオは日本国外向けと日本国内向けの2種類作成された。
日本国外向けのプロモーションビデオの公開は2017年3月24日。映像は実写であった。出演しているのは女優でコスプレーヤーの舟山夏妃。撮影は2017年2月末に香川県の豊稔池ダムで2日間かけて行われた。ビデオ中の字幕はすべて英語で書かれている。使用されている楽曲は山田タマルの歌う「Scarborough Fair」。ビデオは2017年6月28日に発売されたBlu-ray/DVD第1巻に収録され、同年7月26日に発売されたBlu-ray/DVD第2巻には撮影の裏側を記録したメイキング映像が収録されている。
日本国内向けのプロモーションビデオの公開は2017年3月27日。海外向けとは異なり映像はアニメ本編からシーンが切り抜かれており、字幕も日本語で書かれている。

### スタッフ
- 原作・シリーズ構成 - 枯野瑛[4]
- 監督 - 和田純一[4]
- キャラクターデザイン - 今西亨[4]
- コンセプトデザイン - ブリュネ・スタニスラス（ワールド）、ホッチカズヒロ、浅沼信也、田中俊成[21]
- アクションディレクター - 酒井智史[21]
- デザインワークス - 大河広行[4]
- プロップデザイン - 福永純一、水村良男[21]
- 美術設定 - 一色美緒、佐藤正浩、塚本千晶、浅沼信也[4]
- 美術監督 - 一色美緒[4]
- 色彩設計 - 高木雅人[4]
- 3DCGディレクター・3DCG - 向純平[4]
- 撮影監督 - 久保田淳[4]
- 編集 - 定松剛[4]
- 音響監督 - 本山哲[4]
- 音楽 - 加藤達也[4]
- 音楽プロデューサー - 斎藤滋[4]
- 音楽制作 - ランティス[4]
- 統括プロデューサー - 伊藤敦[4]
- アニメーションプロデューサー - 金子文雄、山田良輔[4]
- 制作 - サテライト、C2C[4]
- 製作 - 68番島・妖精倉庫[4]

### 主題歌

#### OP・ED
「DEAREST DROP」
田所あずさによるオープニングテーマ。作詞・作曲はQ-MHz、編曲は増田武史。
「フロム」
TRUEによるエンディングテーマ。作詞はTRUEが唐沢美帆名義で行い、作曲・編曲は南田健吾が担当している。
「キネマ」
「フロム」に代わって第6話で使用されたTRUEによるエンディングテーマ。作詞はTRUEが唐沢美帆名義で行い、作曲・編曲はh-wonderが担当している。
「Ever be my love」
「フロム」に代わって第12話で使用されたエンディングテーマ。作詞・作曲・歌は山田タマル、編曲は増田武史。

#### 挿入歌
いずれの楽曲も山田タマルが歌唱を担当している。
「Scarborough Fair」
第1、12話挿入歌。同名のイングランド民謡を加藤達也が編曲している。
「Always in my heart」
第1、3、12話挿入歌。作詞は山田タマル、作曲・編曲は加藤達也。
「Call you」
第9話挿入歌。作詞・作曲は山田タマル、編曲は山下洋介。

### 各話リスト
| 話数 | サブタイトル                                             | 脚本       | 絵コンテ          | 演出            | 作画監督                                                                                                  | 総作画監督 |
| --- | -------------------------------------------------------- | ---------- | ----------------- | --------------- | --- | ---------- |
| #1 | 太陽の傾いたこの世界で -broken chronograph-              | 枯野瑛     | 和田純一          | 池下博紀        | 下條祐未 山田英子                                                                                         | 今西亨     |
| 場所は浮遊大陸群28番浮遊島。不安定な足場の上を、クトリは大事なブローチを咥えて逃げる猫を追いかけていた。やっと追い詰めたと思った時、不幸にも足を踏み外してしまう。たまたま通りすがったヴィレムはクトリをなんとか受け止める。同じ「徴無し」のよしみでヴィレムは彼女を町で最も高い建物に案内することに。 屋上から町並を見下ろしながら、クトリはヴィレムに「夢も叶ったし、いい思い出もできたし、思い残すことはもうないかな。最後にもうひとつだけお願いがあるんだけど、わたしのことは忘れてくれると嬉しいかな」と告げ、その場を去った。 ヴィレムは友人のグリックから、軍の倉庫の管理者という仕事を紹介される。引き受けたヴィレムは辺境にある68番浮遊島に向かった。そしてそこでクトリと再会する。 倉庫という話だったのだが、どう見てもとても倉庫とは思えないその建物には、多くの少女たちと友人のナイグラートとが生活していた。肝心の兵器について何も聞かされていなかったヴィレムは不審に思いながらも管理者の仕事を始めるのだった。 |                                                          |            |                   |                 | |            |
| #2 | 空の上の森の中の -late autumn night's dream-             | 望月真里子 | 安田賢司          | いわもとやすお  | 齋藤温子 山田真也                                                                                         | 今西亨     |
| クトリから「わたしたちが特殊な兵器」と聞かされたヴィレムは、ただの子供にしか見えない少女たちに少し戸惑っていた。戸惑っていたのは子供たちも同じで、クトリやアイセア、ネフレンといった少し大きい少女たち以外は初めて接する大人の男性を警戒していた。子供たちとの心の壁を取っ払いたいヴィレムはプリンを作り子供たちに振る舞う作戦に出た。作戦は大成功し、ヴィレムは一転して子供たちからなつかれる存在となったのだった。 後日、子供たちが遊んでいる時、崖下に落ちたボールを追いかけた6歳のアルミタが崖から転落してしまう。血だらけの大けがを負ったアルミタだったのだが、彼女自身や周りの少女たちもけがをしたことに対して関心が無いようであった。子供たちが命に頓着していないことに気が付いたヴィレムはナイグラートに彼女たちについて問い詰める。ナイグラートは「妖精倉庫」と呼ばれているこの倉庫の真実―彼女たちが黄金妖精と呼ばれる人間に近い作られた存在であること、妖精は遺跡兵装を使って〈獣〉と戦う使い捨ての妖精兵と呼ばれる兵器であるということ―を伝えるのだった。 さらに数日後、ヴィレムは〈獣〉との戦いから帰還したクトリとアイセアを港まで迎えに行った。夜、クトリはヴィレムに5日後の戦いで「わたしは敵を倒すために自爆する」と告白。そして最後のわがままとしてキスを要求するのだった。軽く受け流したヴィレムであったが、クトリのおでこに軽くキスをし、そのままクトリに対し魔力中毒解消のための応急的な施術を施した。                                                            |                                                          |            |                   |                 | |            |
| #3 | この戦いが終わったら -starry road to tomorrow-           | 永井真吾   | 和田純一          | 西野武志        | 河野絵美 大沢美奈 下條祐未 山田英子                                                                       | 今西亨     |
| その日の深夜、ヴィレムはネフレンと一緒に倉庫の資料室で妖精兵と〈獣〉との戦いの記録を調べ始めた。翌朝、ヴィレムはクトリに遺跡兵装を用いた模擬戦闘を提案。遺跡兵装の本来の使い方を知るヴィレムに対しクトリは手も足も出ない。だがヴィレムのぼろぼろの体は戦闘行為そのものに耐え切れず、倒れてしまう。ナイグラートは子供たちに、彼が人間族最後の生き残りであるということを伝える。そのころ、覚悟に迷いが生じたクトリは戸惑っていた。翼で浮遊島を飛び出したクトリは次の戦闘で作戦指揮を行うライムスキン一位武官の船に合流。自身の想いを話したクトリに対しライムスキンは「自爆しない道を選ぶのならそれでも良い」と受け容れた。 ヴィレムはクトリの遺跡兵装・セニオリスのメンテナンスをしていた。戻ったクトリは自身の素直な気持ちをぶつけて彼に甘えるのだった。そしてクトリはヴィレムに生きて帰ってきたらバターケーキを食べさせてほしいと約束し、15番浮遊島での戦いに向かう。 |                                                          |            |                   |                 | |            |
| #4 | 帰らぬ者と、待ち続けた者たち -dice in pot-               | 根元歳三   | 安齋剛文          | 安田賢司        | 杉本功 | -          |
| クトリたちが戦いに出かけてから半月が経ったころ、ナイグラートはヴィレムにティアットを検査のため11番浮遊島のコリナディルーチェ市にある総合療院に連れて行く仕事を任せた。 そこには数々の物語の舞台として使われた歴史ある美しい街並が広がっており、観光気分で浮かれるティアット。 施療院についたヴィレムはティアットを看護師に預ける。医師からは「検査とは幼い妖精が妖精兵として遺跡兵装を扱えるように調整すること」だと教えられる。 翌日、ヴィレムが軍本部の建物を歩いていると、兵士たちが突然慌ただしくし始めた。15番浮遊島の守護に失敗したという情報を聞いたヴィレムは、クトリたちを喪ったと思い、放心する。 だがそこへ、当のクトリたちが歩いてきた。ヴィレムはクトリを全力で抱きしめる。衆人環視の中での突然の振る舞いに、クトリは恥ずかしさから彼の頬を平手打ちする。 |                                                          |            |                   |                 | |            |
| #5 | 誰も彼もが、正義の名のもとに -from dawn till dusk-       | 望月真里子 | 矢吹勉            | 矢吹勉 山本貴之 | 齋藤温子 松尾信之 芳賀亮 大沢美奈 飯飼一幸 永野孝明 横山友紀 平野絵美 壽恵理子 大木比呂 吉田巧介 谷口繁則 | 今西亨     |
| —時は遡る。15番浮遊島での戦闘は本当にぎりぎりのものだった。作戦は敵を〈6番目の獣〉のみと想定して実行されたものであったが、突如として〈6番目の獣〉の中から新たな〈獣〉が出現。想定外の事態を受けて、総員に撤退命令が下り、15番浮遊島は放棄、地上に墜落させることに決定したのだった。 そして今、ライムスキンとヴィレムたちが談笑している場にフィラコルリビアがやってきた。フィラコルリビアはライムスキンに市長である父の暗殺を企てる滅殺奉史騎士団を名乗る賊を止めてほしいとお願いする。しかし、護翼軍という立場からは各都市の内情に干渉することが禁じられている。それでもとティアットを迎えに行くヴィレムたちについていったフィラコルリビアだが、ひょんなことから11番浮遊島を案内することに。フィラコルリビアを尾行する何者かに気が付いたヴィレムは状況に自分から積極的に巻き込まれることで、個人的な口実を得て、滅殺奉史騎士団を取り押さえる。 68番浮遊島へ帰る飛空艇に乗る直前、憲兵に止められたヴィレムは大賢者・スウォンのもとについて来るようにと言われる。「いかないで」と必死に懇願するクトリを宥め、彼はスウォンのもとに向かうのだった。 |                                                          |            |                   |                 | |            |
| #6 | 消えない過去、消えていく未来 -no news was good news-     | 望月真里子 | 和田純一 池下博紀 | 池下博紀        | 山田英子 山田真也 太田彬彦                                                                                | 下條祐未   |
| ヴィレムはスウォンと500年ぶりに再会した。そんなスウォンはヴィレムを、かつて彼が相打ちで倒した黒燭公のいる2番浮遊島に連れて行く。 黒燭公の城でスウォンはヴィレムに〈獣〉について語った。その上で「地上を取り戻してみないか」と提案。だが、ヴィレムはスウォンたちこそが、妖精を発生させて兵器として利用している黒幕と知り、怒りもあらわに交渉を撥ねつける。 —時は遡り、15番浮遊島での戦闘。クトリは魔力の熾しすぎによって、前世による浸食が始まってしまった。そして戦闘が終わり、68番浮遊島に帰ってきた今になって、浸食による人格破壊が本格的に始まったクトリは意識を失ってしまう。 知らせを受け取ったヴィレムは急いで妖精倉庫に戻り、昏睡状態に陥ってベッドに横たわった彼女と対面する。 青空色の髪の少女は気が付くと夢の中に立っていた。そして目の前に立つ赤い髪の少女、エルクと出会った。自分の名前すら思い出せない青空色の髪の少女はただ一つ「帰らなくちゃ」ということだけを思い出し、エルクに伝えた。エルクは寂しそうにすると「またね、クトリ」と残して青空色の髪の少女を帰したのだった。 前世の浸食による人格崩壊からギリギリのところで意識を取り戻したクトリはヴィレムに自分の好きの想いをきちんと伝え、ヴィレムはようやくクトリに「おかえり」と伝えることが出来たのだった。 |                                                          |            |                   |                 | |            |
| #7 | ただいま帰りました -home, sweet home-                    | 永井真吾   | いわもとやすお    | 筑紫大介        | 長坂寛治 半田大貴 宮西多麻子                                                                              | 吉田巧介   |
| 人格の崩壊から奇跡的に回復したクトリであったが、髪の毛が一部緋く（あかく）なるなど体に異常が起こり始めていた。ナイグラートによる簡易診断の結果、クトリの体は黄金妖精ではない別の何かになってしまっていた。原因がわからないこともあり、今後一切魔力を熾すことを禁じ、遺跡兵装へも接触しないということになった。 ヴィレムはクトリのためにバターケーキを焼き、約束を果たすことが出来た。クトリの戦いはようやく終わったのだった。 ヴィレム、ナイグラート、ライムスキンは町の喫茶店でクトリの今後について話し合う。その中でヴィレムは地上に調査隊の護衛として派遣されている2人の妖精兵、ノフトとラーントルクの存在を知る。 |                                                          |            |                   |                 | |            |
| #8 | いずれその陽は落ちるとしても -slight light, slight hope- | 根元歳三   | 西野武志 佐藤英一 | 西野武志        | 松尾信之 芳賀亮 下條祐未                                                                                  | 吉田巧介   |
| ノフトとラーントルクが付き添った調査隊の飛空艇は〈四番目の獣〉に襲われ撃墜されていた。地上に取り残された調査隊と出土品の回収のため、浮遊大陸群から救出部隊を派遣することが決定し、ヴィレムは上官から妖精兵を1人派遣するよう命令を受ける。資料を見たヴィレムは、調査対象の場所が彼の故郷ゴマグであること、出土品のリストにクトリの浸食を抑えられる可能性のある聖剣があることを知り、自分も地上に同行することに。そしてそれを知ったクトリは自分も行くと言い出したのだった。 そんな中、流星群の夜、屋上から落ちたアルミタを助けるために無理に魔力を熾したクトリは前世の浸食が再開、その髪はさらに緋色に染まってしまう。 |                                                          |            |                   |                 | |            |
| #9 | たとえ未来が見えなくても -moonlit sorcery-               | 永井真吾   | 佐藤英一 三浦和也 | 佐藤英一        | 大久保義之 坂本俊太 式地幸喜 陣内美帆 出野喜則                                                            | 吉田巧介   |
| 浸食が再開した夜、クトリはアイセアから、実は自分も前世の浸食を経験した身であり、そしてその浸食が完全に終わったいまの自分は「アイセア」の容姿をした別人である、という話を聞かされ、クトリとしての人格を保つためのアドバイスを受けるのだった。妖精兵として戦えなくなったクトリは残された自分にできることを精一杯やろうと料理に掃除、そして恋に精一杯取り組むのだった。 そして時は過ぎ妖精倉庫ではクトリたちの送別会を兼ねた降雪祭が催されていた。その翌日クトリたちは大型の飛空艇で地上へと降り立ち、ノフトとラーントルクと合流したのだった。 |                                                          |            |                   |                 | |            |
| #10 | いまこの時の輝きを -my happiness-                        | 根元歳三   | 安齋剛文          | 安齋剛文        | 河野絵美 齋藤温子 山田真也                                                                                | 今西亨     |
| クトリは飛行艇の中でも自分のできることを探し、精一杯頑張るのだった。彼女の懸命な努力は荒んでいた艇の雰囲気を明るくする。ノフトとラーントルクもクトリからヴィレムのことについて聞き、彼に対する警戒心を緩めるのだった。 ノフトの剣を調整していたヴィレムは、剣が人間族を殺すことにしか使えない状態になっていることに気が付き、そこから突如として〈獣〉の正体に思い当たる。衝撃の事実に動揺するヴィレム。そんな彼を安心させようとしたクトリに、彼は「結婚してくれ。おまえを幸せにしてやる。」と伝えるのだった。 |                                                          |            |                   |                 | |            |
| #11 | どうか、忘れないで -evidence of existance-               | 枯野瑛     | 池下博紀          | 池下博紀        | 山田英子 松尾信之 長坂寛治 太田彬彦 永野孝明 吉田巧介                                                     | 下條祐未   |
| クトリとヴィレムはグリックに連れられ遺跡の地下に向かうことに。しかし地下に向かう直前目を覚ました〈二番目の獣〉によって地面が崩落。クトリ達も崩落に巻き込まれてしまった。地下に落ちてしまったクトリは謎の声に呼ばれ、地下深くに氷漬けにされていた「死」の呪いの掛けられたエルクのもとに呼び寄せられる。彼女の前に立った瞬間、浸食が急激に進んで、クトリはまたも昏睡してしまう。 地上に停泊していた飛行艇も〈獣〉による損傷を受け飛び立てないでいた。 浸食が進行してしまったクトリは「クトリ」という人格が消えてなくなる寸前のところでエルクのもとにかえってくることが出来た。エルクはクトリにこの世界の成り立ち、自身が死んでしまった星神であること、そしてすべての黄金妖精の魂の源は自分であり、妖精とは死んだ子供、つまりエルクが夢を見ているにすぎないこと、つまり前世の浸食とは「夢が醒める」ということでありそうしてクトリがエルクに置き換わるということだと伝えたのだった。 |                                                          |            |                   |                 | |            |
| #12 | 世界で一番幸せな女の子 -CHTHOLLY-                        | 枯野瑛     | 和田純一          | 和田純一        | 下條祐未 山田真也 齋藤温子 山田英子 松尾信之 吉田巧介 桑原良介 河野絵美 長坂寛治                          | 今西亨     |
| 飛行艇は一位技官の奮闘で何とか飛び立つことが出来たが、艇内部に侵入した〈獣〉のために全滅の危機にあった。ネフレン、ノフト、ラーントルクの3人が奮闘するも、あまりに多すぎる〈獣〉との連続戦闘で戦況は絶望的に思われた。3人はひどく消耗し、中でもネフレンは暴走寸前となっていた。ヴィレムもまた500年前に身につけた技と力で、素手で〈獣〉と戦っていた。 クトリはエルクに「お願い。もう一度だけ、わたしを、あそこへ帰して」と伝えた。エルクは「こんどこそ、くとり、なくなっちゃうよ？」と思いとどまらせようとしたが、最後には「くとり、がんばれ」と彼女をもう一度、送り出す。 ネフレンは自分が魔力の暴走で自爆することを悟り、自ら船から飛び降りた。それを見たヴィレムも飛び降り、ネフレンを殺そうと寄ってくる〈獣〉を倒し、彼女を抱きかかえながら地上へ墜落していった。 帰ってきたクトリは記憶のほぼすべてを失っていた。ノフトの遺跡兵装を拾い、必死に「いくな」と訴えるノフトに「だって、気づいちゃったから。わたし、もう、とっくに幸せなんだって」と伝え、ヴィレムたちを追いかけて地上へ落下していくのだった。魔力の羽で加速したクトリはヴィレムたちを受けとめ、ネフレンの魔力を鎮めた後、残る自分の全てで、地上に残っていた715匹の〈二番目の獣〉と戦い、殲滅。そうして彼女は、自分の中に最後まで残った最期の願いを、全身全霊の力で微笑みを浮かべて伝えたのだった。 「ヴィレム、ありがとう」 こうして15年間という短い年月を、精いっぱい生きた妖精兵の女の子の物語は幕を閉じたのである。 |                                                          |            |                   |                 | |            |

### 放送局
| 放送期間                | 放送時間                      | 放送局      | 対象地域 | 備考                                 |
| ----------------------- | ----------------------------- | ----------- | -------- | ------------------------------------ |
| 2017年4月11日 - 6月27日 | 火曜 23:30 - 水曜 0:00        | AT-X        | 日本全域 | 製作参加 / CS放送 / リピート放送あり |
| 2017年4月13日 - 6月29日 | 木曜 1:05 - 1:35（水曜深夜）  | TOKYO MX    | 東京都   |                                      |
|                         |                               | KBS京都     | 京都府   |                                      |
|                         | 木曜 1:30 - 2:00（水曜深夜）  | サンテレビ  | 兵庫県   |                                      |
|                         | 木曜 2:35 - 3:05（水曜深夜）  | テレビ愛知  | 愛知県   |                                      |
|                         |                               | TVQ九州放送 | 福岡県   |                                      |
| 2017年4月15日 - 7月1日  | 土曜 3:00 - 3:30 （金曜深夜） | BS11        | 日本全域 | BS放送 / 『ANIME+』枠                |

| 配信開始日    | 配信時間                     | 配信サイト                                                                                                |
| ------------- | ---------------------------- | --- |
| 2017年4月13日 | 木曜 12:00 更新              | dアニメストア                                                                                             |
| 2017年4月20日 | 木曜 0:00 - 0:30（水曜深夜） | ニコニコ生放送                                                                                            |
|               | 木曜 0:00（水曜深夜） 更新   | GYAO!ストア フジテレビオンデマンド J:COMオンデマンド ビデオマーケット ムービーフルPlus                    |
|               | 木曜 0:05 - 0:30（水曜深夜） | AbemaTV新作TVアニメch                                                                                     |
|               | 木曜 0:30（水曜深夜） 更新   | ニコニコチャンネル                                                                                        |
|               | 木曜 10:00 更新              | DMM.com                                                                                                   |
|               | 木曜 12:00 更新              | Rakuten SHOWTIME アニメ放題 auビデオパス ひかりTV バンダイチャンネル U-NEXT HAPPY！動画 PlayStation®Store |

### BD / DVD
| 巻  | 発売日         | 収録話          | 規格品番  | 規格品番   | オーディオコメンタリー          |
| 巻  | 発売日         | 収録話          | BD限定版  | DVD限定版  | オーディオコメンタリー          |
| --- | -------------- | --------------- | --------- | ---------- | ------------------------------- |
| 1   | 2017年6月28日  | 第1話 - 第2話   | KAXA-7501 | KABA-10528 | 新井良平、田所あずさ            |
| 2   | 2017年7月26日  | 第3話 - 第4話   | KAXA-7502 | KABA-10529 | 新井良平、水間友美              |
| 3   | 2017年8月23日  | 第5話 - 第6話   | KAXA-7503 | KABA-10530 | 新井良平、上原あかり            |
| 4   | 2017年9月27日  | 第7話 - 第8話   | KAXA-7504 | KABA-10531 | 新井良平、Machico               |
| 5   | 2017年10月25日 | 第9話 - 第10話  | KAXA-7505 | KABA-10532 | 新井良平、荒浪和沙、水瀬いのり  |
| 6   | 2017年11月29日 | 第11話 - 第12話 | KAXA-7506 | KABA-10533 | 新井良平、田所あずさ            |
| BOX | 2022年9月28日  | 全12話          | KAXA-9936 | -          | 第1話、第12話：枯野瑛、和田純一 |

| 巻数  | トラック | サブタイトル                       |
| ----- | -------- | ---------------------------------- |
| 第1巻 | 01       | タイトルコール                     |
| 第1巻 | 02       | 6年8組 ヴィレム先生 出欠編         |
| 第1巻 | 03       | ナイグラートのトロトロクッキング 1 |
| 第1巻 | 04       | GOGO ティアット刑事 事件編         |
| 第1巻 | 05       | 6年8組 ヴィレム先生 自習編         |
| 第1巻 | 06       | レディース総長物語                 |
| 第1巻 | 07       | ナイグラートのトロトロクッキング 2 |
| 第1巻 | 08       | シックスティーエイトラジオ         |
| 第1巻 | 09       | ティアット刑事 推理編              |
| 第1巻 | 10       | 6年8組 ヴィレム先生 女子更衣室編   |
| 第1巻 | 11       | 続.レディース総長物語              |
| 第1巻 | 12       | GOGO ティアット刑事 解決編         |
| 第1巻 | 13       | ナイグラートのトロトロクッキング 3 |
| 第1巻 | 14       | 6年8組 ヴィレム先生 放課後編       |
| 第2巻 | 第2巻    | 名監督ティアット                   |
| 第3巻 | 第3巻    | 山狩りダイアリー                   |
| 第4巻 | 第4巻    | 妖精倉庫怪談物語                   |
| 第5巻 | 第5巻    | アイセア                           |
| 第6巻 | 第6巻    | 巣食ってもらっていいですか？       |

### CD
| 発売日        | タイトル                            | 規格品番                                                                |
| ------------- | ----------------------------------- | ----------------------------------------------------------------------- |
| 2017年4月25日 | DEAREST DROP                        | LACM-14588（アーティストジャケット盤） LACM-14589（アニメジャケット盤） |
| 2017年5月24日 | フロム                              | LACM-14607                                                              |
| 2017年7月12日 | オリジナルサウンドトラック 青い記憶 | LACA-9522、LACA-9523                                                    |

### コラボレーション

#### 飲食
SHIROBACO
2017年6月22日から7月5日にかけて「終末なにしてますか？忙しいですか? お茶などいかがですか？」カフェを実施し、作品をイメージしたメニューや特典が配布された。
カラオケパセラ
2017年7月24日から2017年8月20日にかけて秋葉原パセラ昭和通り館にて、作品をイメージしたメニューや特典が配布されたり、店内をコラボルームにした

#### ゲーム
ゴシックは魔法乙女〜さっさと契約しなさい!〜
2017年6月21日から6月30日にかけて、「コラボ記念イベント〜妖精と魔法乙女〜」や限定ガチャ、ログインボーナスが行われた。
ビーナスイレブンびびっど!
2017年7月9日から7月15日にかけて、コラボイベント「帰してもらっていいですか？」としてシナリオとドロップ報酬などが行われた。
ウチの姫さまがいちばんカワイイ
2017年8月19日から9月7日にかけて、オリジナルシナリオを読めるクエストやログインボーナス、ガチャなどが行われた。